# Lynyrd Skynyrd
Lynyrd Skynyrd (prononcé : /ˌlɛnɚd ˈskɪnɚd/) est un groupe américain de rock sudiste originaire de Jacksonville en Floride.
Il est l'un des fondateurs, dans les années 1970, du rock sudiste, un style de rock influencé par la musique country et le blues provenant du sud des États-Unis. Formé originellement en 1964 sous le nom de My Backyard avant de devenir The Noble Five et, plus tard, One Percent, le groupe prend Lynyrd Skynyrd pour nom officiel et définitif en 1970. Il est rapidement reconnu dans le monde entier pour la qualité de ses prestations scéniques et ses deux plus grands succès, Sweet Home Alabama et Free Bird. Alors que Lynyrd Skynyrd est au sommet de son succès en 1977, trois de ses membres, dont Ronnie Van Zant, le chanteur, périssent dans un tragique accident d'avion, ce qui met un arrêt provisoire à la carrière du groupe.
En 1987, les rescapés de l'accident d'avion de 1977 reforment le groupe pour une tournée en hommage aux disparus. Ed King fait son retour et Johnny Van Zant remplace son défunt frère au chant. La tournée est un succès (375 000 personnes assistent aux concerts), ce qui incite le groupe à continuer l'aventure. En 2006, le groupe connaît la consécration en faisant son entrée au Rock and Roll Hall of Fame. Le guitariste Gary Rossington, dernier membre encore en vie du line-up originel du groupe, décède en mars 2023. Depuis, même s'ils ne sont pas les membres d'origine, le chanteur Johnny Van Zant et le guitariste Rickey Medlocke sont les deux membres notables du groupe encore vivants aujourd'hui.

## Historique

### Formation et débuts (1964–1968)
Pendant l’été 1964, Ronnie Van Zant, Gary Rossington, Allen Collins, Bob Burns et Larry Junstrom (en), tous issus du même quartier de Jacksonville en Floride, fondent leur premier groupe de rock appelé My Backyard, qui devient rapidement The Noble Five. Et le groupe commence à répéter en s'inspirant des concerts d'autres groupes et en reprenant des chansons entendues à la radio. Leur premier lieu de répétition est le garage du domicile des parents de Bob Burns, d'abord après les cours, puis les week-ends, jour et nuit, ce qui amène souvent la police à mettre fin aux répétitions, les voisins n'étant pas aussi tolérants que la mère de Bob. Le premier concert est donné en décembre 1964, pour la fête de Noël du magasin de pièces automobiles tenu par le beau-frère de Ronnie. Ce dernier voulait un groupe pas cher pour animer la fête donnée dans un restaurant à barbecue et il offrait dix dollars aux Noble Five pour animer la soirée. Le groupe ne connaissant qu'une demi-douzaine de chansons, dont Gloria des Them et quelques titres des Rolling Stones, il meuble la soirée en les rejouant encore et encore.
À partir de 1965, les concerts, surtout des soirées, fêtes paroissiales et anniversaires, commencent à devenir plus nombreux et le groupe se met aussi à changer de nom régulièrement, devenant ainsi Wildcats, The Sons of Satan, Conqueror Worm, The Pretty Ones. C'est en 1968, après avoir vu un film sur les Hells Angels à Gainsville, en Floride, que le groupe décide de s'appeler « One Percent », en référence aux badges cousus sur les blousons des bandes de motards. Après avoir joué pendant quatre ans dans tous les clubs et endroits possibles, le groupe gagnait péniblement vingt dollars par concert. En soirée, c'était un concert dans les clubs pour adolescents, la nuit, c'était dans les clubs pour adultes et le jour, c'était retour au lycée. Néanmoins, tous ces petits concerts permettent au groupe de rencontrer des gens qui allaient devenir essentiels à la carrière du groupe. Parmi eux, on compte Billy Powell, Randall Hall, Barry Harwood (musiciens) ou Kevin Elson (producteur).
Alors qu'Allen Collins étudie à la Forest High School, Ronnie, Gary Rossington et Bob Burns sont scolarisés à la Robert E. Lee High School. Dans les deux lycées, les codes vestimentaires sont extrêmement sévères, les cheveux dépassant sur les oreilles et le col sont interdits, et les chemises doivent être rentrées dans le pantalon. Pour essayer de détourner ces codes, et notamment en ce qui concerne la longueur des cheveux, Allen, Gary et Ronnie s'enduisent les cheveux de vaseline pour essayer de les lisser. Mais dans le lycée de Ronnie et Gary sévit un professeur d'éducation physique du nom de Leonard Skinner et ce dernier est particulièrement intransigeant sur la longueur des cheveux. Chaque fois qu'un élève se fait prendre, il est envoyé chez le principal, ce qui est souvent le cas de Gary. Après avoir visité une vingtaine de fois le bureau du principal et reçu une mise à pied de deux semaines, Gary quitte définitivement le lycée. Quelques jours plus tard, alors que le groupe donne un concert au Forest Inn, un endroit mythique de Jacksonville dans les années 1960-1970, Ronnie, en se moquant de Gary, propose au public d'applaudir s'il souhaite que le groupe change son nom en Leonard Skinner. Dans le public, une majorité de spectateurs connaît le coach et sa réputation, donc une salve d'applaudissements retentit et c'est donc à partir de ce jour-là que One Percent devient Leonard Skinner puis, pour éviter des ennuis judiciaires, Lynard Skynard et, enfin, Lynyrd Skynyrd — la prononciation restant la même. Cette transition se fait en 1969.

### Préparation du premier album (1968–1973)

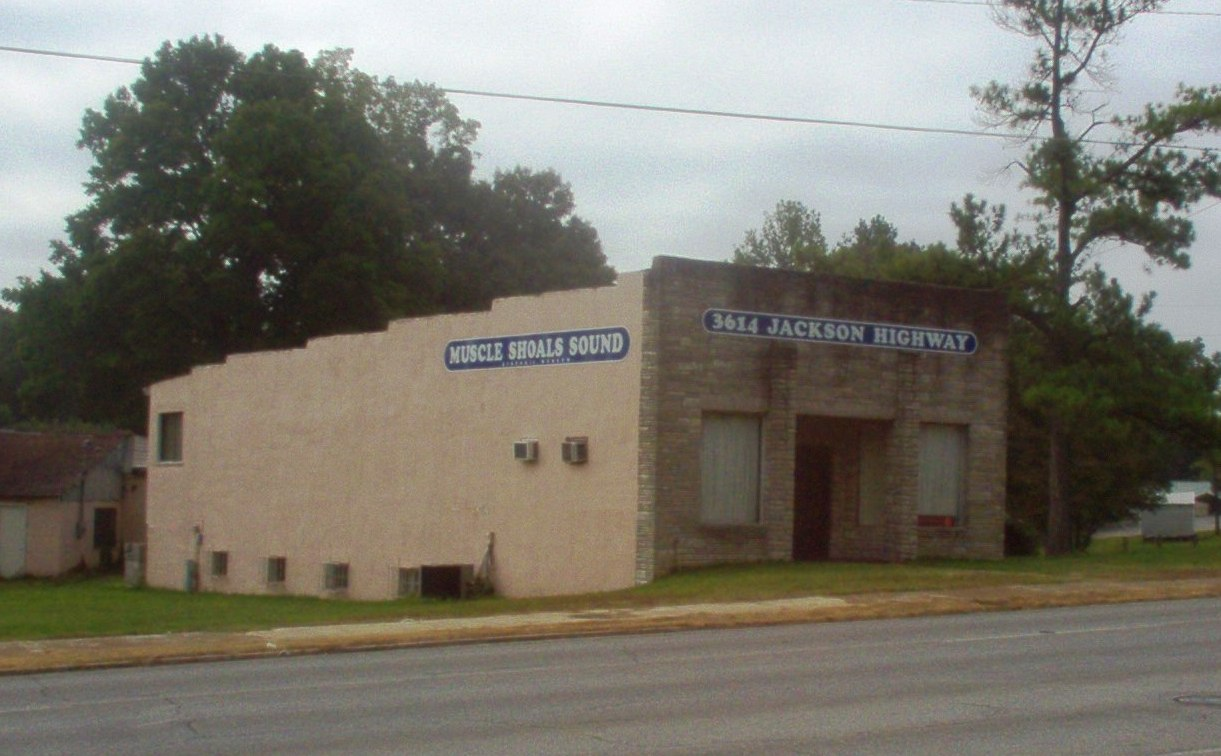
The Muscle Shoals studios où ont été enregistrées les démos en 1971.

Le groupe a aussi depuis 1968 un petit contrat avec un label local appelé Shade Tree Recording, qui leur fait enregistrer, entre 1968 et 1970, quelques démos et un single Need All My Friends/Michelle, enregistré en 1968 alors que le groupe s'appelait encore One Percent mais qui sortira en 1970 sous le nom de Lynard Skynard. On peut retrouver certains de ces enregistrements sur la compilation sortie en 2000 sur le label MCA, Collectybles. En 1970, plus aucun membre du groupe ne fréquente le lycée. Le groupe cherche un endroit pour répéter et commencer à écrire ses propres compositions. Leurs recherches les conduisent au sud de Jacksonville dans une ferme isolée du côté de Green Cove Springs. Celle-ci possède une petite maison en bois où le groupe installe son matériel ; elle sera rapidement surnommée « Hell House » à cause de la chaleur qui y règne les mois d'été,.
Le groupe participe à une « bataille » de groupes à Jacksonville, qu'il va remporter, ce qui lui permet de partir en tant que première partie de la tournée de Strawberry Alarm Clock. Le groupe empoche alors, par semaine, cinquante dollars et constitue sa première road crew, qui consiste en Kevin Elson et Billy Powell,. Vers la fin de l'année 1970, Lynyrd Skynyrd trouve aussi un manager en la personne d'Alan Walden (cofondateur, avec son frère Phil, du label Capricorn Records). Walden leur arrange la location du studio Quinvy à Sheffield, non loin de Muscle Shoals, pour y enregistrer les démos de leurs compositions. Entre-temps, Larry Junstrom a quitté le groupe, le peu de rentrées d'argent l'incitant à suivre ses proches à Miami (il deviendra plus tard le bassiste de .38 Special), il sera remplacé par Greg T. Walker. Bob Burns va aussi quitter le groupe pendant environ une année, son remplaçant sera Rickey Medlocke, qui assure alors les parties de batterie et chante aussi sur quelques titres).
Jimmy Johnson, guitariste au sein de la Muscle Shoals Rhythm Section et fondateur des Muscle Shoals studios, est enthousiaste lorsqu'il entend les démos et propose au groupe de produire leur premier album. Le groupe entre alors dans les studios de Muscle Shoals et enregistre ses chansons lors de deux sessions, une au printemps 1971 et l'autre à l'automne 1971. C'est à la fin de la deuxième série de sessions que Leon Wilkeson rejoint Lynyrd Skynyrd. C'est pendant ces sessions que Lynyrd Skynyrd développe petit à petit ce qui sera un de leurs titres phares, Free Bird. Ces démos n'intéressent aucune maison de disque et Walden propose finalement de signer le groupe sur son propre label Capricorn Records. Le groupe, Ronnie Van Zant en tête, refuse le contrat principalement pour ne pas être dans l'ombre du Allman Brothers Band, alors en pleine ascension, et retourne jouer dans le circuit des petits clubs du sud des États-Unis. On peut retrouver des extraits de ces démos notamment dans l'album Skynyrd's First and... Last. et la compilation Collectyble.
Été 1972, Lynyrd Skynyrd est demandé pour jouer au bal de promotion de la Bolles School de Jacksonville. Pendant que le groupe prépare le matériel, Billy Powell remarque un piano sur un des côtés de la scène, il s'assied et commence à jouer sa propre version de Free Bird. Ronnie l'entend et vient le voir, s'étonnant de l'entendre si bien jouer alors qu'à cette époque, Billy n'est qu'un des roadies du groupe. Billy explique alors qu'il a étudié le piano la majeure partie de sa vie mais que le job de roadie lui plaît bien. Ronnie décide alors que le groupe a besoin d'un claviériste et Billy devient membre permanent du groupe. Entre fin 1972 et début 1973, alors que Lynyrd Skynyrd joue régulièrement au Funochio's, un des rock club d'Atlanta où les bagarres, les coups de feu et coups de couteau font partie du décor, Al Kooper les repère. Ce dernier, qui vient de créer sur l'étiquette MCA le label Sound of the South et cherche de nouveaux groupes à signer, aime ce qu'il entend et revient assister tous les soirs au concert du groupe. Rapidement, il leur propose d'enregistrer un album.

### Pronounced 'lĕh-'nérd 'skin-'nérd(1973)

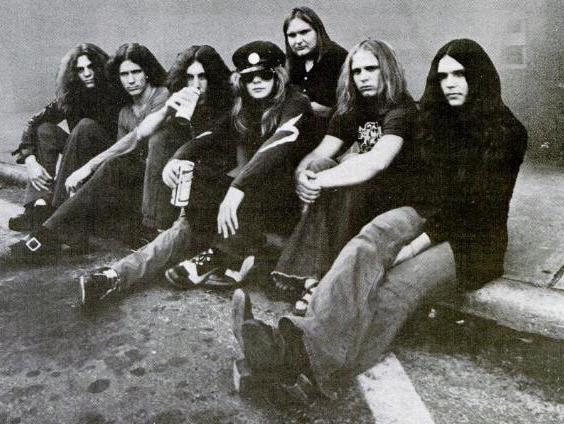
Une des photos prise en 1973 pour la pochette du premier album.

En 1973, le groupe, à présent composé de Ronnie Van Zant, Gary Rossington, Allen Collins, Leon Wilkeson, Billy Powell et Bob Burns, tout en continuant à jouer dans le circuit des clubs, se retrouve fréquemment dans son local de répétition le Hell House pour peaufiner les titres qui figureront sur leur premier album. Mais peu avant de partir enregistrer cet album, et bien qu'il ait écrit toutes les parties de basse, Leon Wilkeson quitte le groupe pour retrouver son emploi chez Best Farm Dairy Products. Ronnie appelle alors d'urgence Ed King, avec qui il avait sympathisé lors de la tournée avec Strawberry Alarm Clock, et celui-ci accepte de tenir la basse dans le groupe. Après quelques répétitions pour intégrer Ed, le groupe rejoint Al Kooper aux Studios One à Doraville, en Géorgie. Il ne faut qu’une longue journée pour enregistrer la session pour les démos de l’album à propos de laquelle Al Kooper dira : « Nous avons tout enregistré en une journée, les gars jouaient si bien et avaient si bien répété que même les titres qui ne figurent pas sur l’album furent utilisés pour les faces B des singles. »
L'enregistrement s'étalera sur environ cinq semaines, du 27 mars au 1er mai 1973. L'enregistrement se déroule donc à une vitesse folle, chaque musicien connaissant sa partie et la jouant depuis des mois. Les relations entre les deux camps sont tendues. Selon Ronnie Van Zant : « En studio, on fait comme Al Kooper a dit ou on fait pas. » Une bagarre oppose les musiciens au producteur et met un terme aux séances. Le groupe revient tout de même et enregistre Simple Man et Things Goin' On. Le 30 avril, le disque est terminé et Al Kooper y joue même de la basse et de l’orgue sous le nom de Roosvelt Gook. L’album fini d’être enregistré mais pas encore édité, Ronnie demanda à Leon Wilkeson de revenir dans le groupe. Celui-ci accepta, et deux jours de répétition plus tard, le groupe avec Ed King comme troisième guitariste avait déjà composé deux titres, Sweet Home Alabama et I Need You pour le prochain album. En juillet 1973, le label Sound of South d’Al Kooper donna une party dans un club d’Atlanta, pour présenter trois de ces groupes, dont Lynyrd Skynyrd, à l’industrie musicale. Conquis par la prestation de Lynyrd Skynyrd, MCA signe le groupe pour 9 000 $, somme que le groupe investira immédiatement dans de l’équipement.
Pete Townshend, guitariste des Who, entend l'album et propose à Peter Rudge, le manager des Who, de confier au groupe la première partie de la tournée américaine de promotion de l'album Quadrophenia. La première se déroule au Cow Palace dans la banlieue de San Francisco et le groupe, habitué à jouer dans des clubs de 200 à 300 spectateurs, se retrouve devant près de 20 000 fans des Who. Les musiciens, morts de peur, assurent leur set de vingt minutes et le public apprécie. Par la suite, le groupe arrive même à avoir des rappels et, fort de cette tournée et des bonnes critiques reçues dans la presse (pronounced 'lĕh-'nérd 'skin-'nérd), trouve rapidement 100 000 acheteurs. L'album, sorti le 13 août 1973, est un succès. Dans le magazine Creem, on compare Lynyrd Skynyrd aux Rolling Stones et à The Allman Brothers Band.

### Du succès à la tragédie (1973–1977)

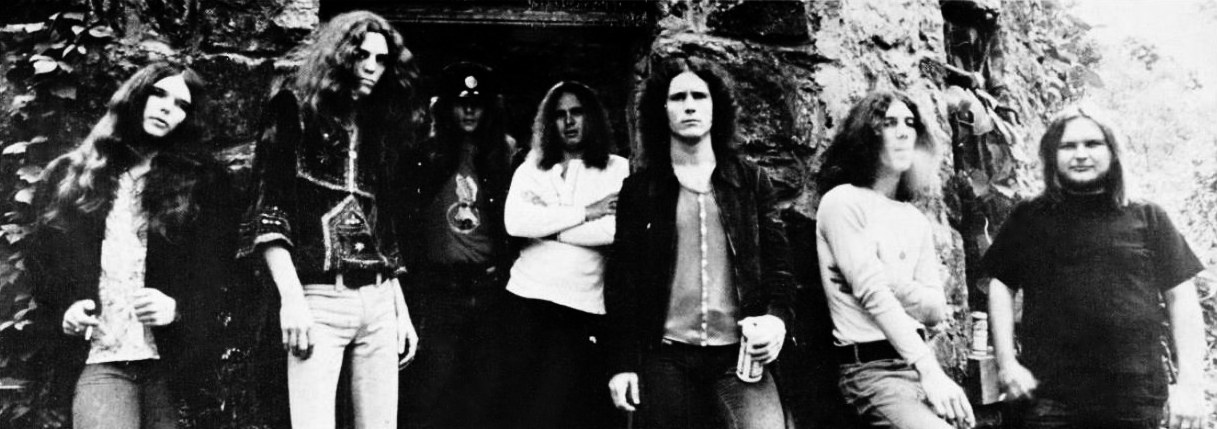
De gauche à droite: Gary Rossington, Allen Collins, Leon Wilkeson, Ronnie Van Zant, Billy Powell, Bob Burns et Ed King.

Pas de temps mort pour Lynyrd Skynyrd, la tournée en compagnie des Who à peine achevée, le groupe rejoint les Record Plant Studios de Los Angeles pour enregistrer son second album, toujours avec Al Kooper aux manettes. En plus de Gary et Allen, Ronnie peut désormais compter sur Ed King pour composer les titres du nouvel album. L'un des premiers titres, le hit Sweet Home Alabama, porte d'ailleurs la signature d'Ed et provient des enregistrements effectués fin juillet 1973 aux Studios One de Doraville. La pression pour le groupe à Los Angeles fut alors à son comble : outre le fait de réussir à placer le nouvel album dans le top 40 des charts, le groupe devait partager les studios avec les Eagles et Stevie Wonder qui travaillaient sur leurs nouveaux albums respectifs, sans compter la présence de John Lennon et Jackson Browne qui traînaient parfois dans les couloirs du Record Plant. Le sommet est atteint le jour où John Lennon entre dans la salle de contrôle, où officiait Al Kooper, pendant que le groupe jouait. Impressionné par l'ex-Beatle, celui-ci est littéralement paralysé et la session s'achève immédiatement et ne peut reprendre que le lendemain.
Second Helping sort le 15 avril 1974, alors que Ronnie voulait Sweet Home Alabama en tant que single, Al Kooper et MCA choisissant Don't Ask Me No Questions, trouvant Sweet Home Alabama trop « régional ». Le single ne marche pas très bien et MCA décide de sortir, en juin, un deuxième single et, cette fois-ci, ce sera Sweet Home Alabama, qui obtient immédiatement un énorme succès et se classe à la 8e place du Billboard Hot 100. En septembre 1974, Second Helping est certifié disque d'or (500 000 albums vendus) aux États-Unis entraînant dans son sillage le premier album qui sera également certifié disque d'or en décembre 1974. Le groupe commence alors à tourner intensément et Bob Burns décide, en décembre 1974, après la première tournée européenne, de jeter l'éponge, épuisé par les enregistrements, la vie en tournée et le fait d'être constamment sous les feux de la rampe (d'autres versions diront qu'il a été renvoyé ou que la vie et les abus en tournée avaient eu raison de sa santé). Il est remplacé par Artimus Pyle, un batteur natif du Kentucky, chaudement recommandé à Ronnie par Charlie Daniels et le Marshall Tucker Band.
Lorsque Lynyrd Skynyrd entre dans les studios WEBB IV d'Atlanta en janvier 1975 pour enregistrer leur troisième album, ils n'ont qu'une chanson de prête, Saturday Night Special, que le groupe a enregistrée en août 1974 dans les studios One de Doraville. Il leur faudra trois semaines (à raison de 16 heures de travail par jour) et entrecoupées par des concerts pour écrire péniblement les sept autres titres qui compléteront l'album. C'est pour cette raison que Ronnie décida d'appeler l'album Nuthin' Fancy. La sortie de l'album sera suivie par une tournée de 61 concerts étalés sur 90 jours (que les musiciens appelleront The Torture Tour), pendant laquelle Ed King quittera lui aussi le groupe après le show donné à Pittsburgh, le 27 mai 1975. Ed, en délicatesse avec la drogue et des problèmes avec le management ainsi que des problèmes internes avec les autres membres du groupe, préférera abandonner le groupe en pleine tournée, Gary et Allen se partageront ses parties de guitare jusqu'à la fin de la tournée.
C'est aussi à cette époque que le groupe met fin au management d'Alan Walden et s'engage avec Peter Rudge, qui manage entre autres les Who et les Stones. Ce dernier connaît le groupe depuis qu'il avait partagé l'affiche sur la tournée des Who en 1973 et prend d'entrée une décision importante : il remplace Al Kooper (qui avait produit les trois premiers albums) par Tom Dowd (producteur d'Aretha Franklin, Cream, The Allman Brothers Band). Ce dernier a une façon différente de travailler. Alors qu'Al Kooper travaillait avec beaucoup d'overdubbs, Tom Dowd demande au groupe de répéter intensément les nouveaux titres et essaye plusieurs arrangements. C'est ainsi que le quatrième album sera enregistré en partie entre fin septembre et début octobre 1975 à Los Angeles, puis le groupe part pour une tournée européenne pour roder les nouveaux titres avant de retourner en studio à Macon pour terminer le travail.

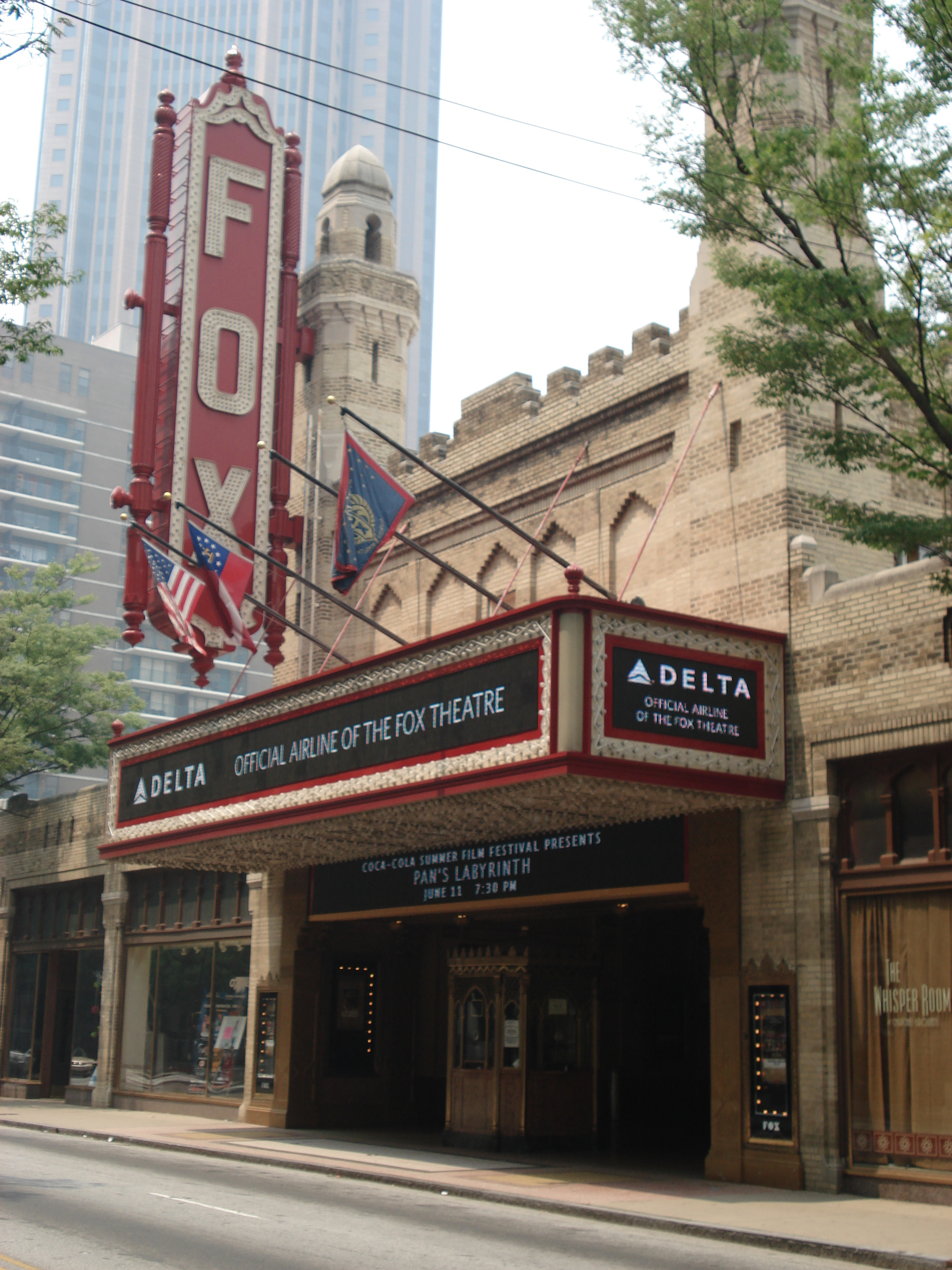
Façade du en d'Atlanta où fut enregistré One More from the Road.

L'album, qui devait au départ s'intituler Ain't No Dowd About It, un jeu de mots en hommage à leur producteur, sortira finalement le 2 février 1976 sous le nom de Gimme Back My Bullets. C'est sur cet album, qu'apparaissent pour la première fois des choristes, les « Honkettes » (créditées sur le dos de la pochette sous le nom de « The Honnicutts »). Préparé à la hâte alors que le groupe ne possédait que très peu de nouvelles chansons et composé pour sa majorité en studio, il sera qualifié d'album le plus faible du groupe, souffrant notamment d'un manque d'énergie. Malgré une entrée fracassante dans les charts (20e au classement du Billboard 200), les ventes chuteront rapidement et il sera l'album du groupe original qui se vendra le moins bien. Néanmoins, Allen Collins jugera l'album comme celui qui contient le meilleur matériel du groupe et surtout comme celui qui a le meilleur mixage et Ronnie Van Zant dira que Tom Dowd est le meilleur producteur pour le Lynyrd Skynyrd et que le groupe voulait un son plus raffiné pour son nouvel album, ce qui n'a pas été compris par le public.
JoJo Billingsley, Leslie Hawkins et Cassie Gaines font maintenant, sous le nom de The Honkettes, définitivement partie des tournées du groupe qui se met à la recherche d'un remplaçant pour Ed King. Plusieurs pistes sont étudiées par le groupe dont celle de Wayne Perkins, un guitariste de sessions qui officiait régulièrement dans les studios Muscle Shoals et celle de Leslie West (guitariste de Mountain), mais ce dernier a un ego démesuré et voudrait que le groupe s’appelle Lynyrd Skynyrd Featuring Leslie West ce qui met instantanément fin aux discussions.
Cassie Gaines propose alors au groupe d'essayer son jeune frère Steve. Le groupe accepte que Steve vienne jouer un titre avec eux lors d'un concert à Kansas City (11 mai 1976), il s'agit du classique T for Texas, une reprise de Jimmie Rodgers. Allen et Gary avaient donné l'instruction à la console de couper le son de Steve si celui-ci n'assurait pas, mais ce dernier prendra un solo à la guitare slide qui laissa le groupe admiratif. Après ce concert, Steve rentre chez lui à Seneca dans le Missouri persuadé que le groupe ne l'appellera plus, mais au bout de deux semaines, Ronnie Van Zant lui passe un coup de téléphone lui demandant s'il était libre pour jouer avec eux à Myrtle Beach. À partir de ce concert donné le 31 mai 1976, Steve devint un membre officiel de Lynyrd Skynyrd et entama directement les répétitions, tout le mois de juin, en vue de l'enregistrement d'un album live.
Ce dernier sera enregistré lors de trois concerts donnés du 7 au 9 juillet au Fabulous Fox Theatre d'Atlanta. Trois raisons expliquent le choix de cette salle : son excellente acoustique, le fait que sa taille (moins de cinq mille spectateurs) favorise le contact avec le public et enfin le fait que cette salle, qui a souvent accueilli le groupe, fait face à un rachat et à sa démolition. Tom Dowd arrivera à extraire le meilleur de ces trois concerts pour produire ce qui donnera le premier album en public du groupe. Ce dernier, intitulé One More from the Road sortira le 13 septembre 1976 et sera un immense succès en se classant 9e au classement du Billboard 200 (US) et en se vendant à plus de trois millions d'exemplaires aux États-Unis. Ce succès entraînera une énorme tournée américaine, dont une participation au concert de soutien du candidat à la présidence Jimmy Carter donné au Gator Bowl de Jacksonville et une participation au festival de Knebworth (Angleterre) en compagnie notamment des Rolling Stones. Ce concert sera filmé dans sa quasi-intégralité et utilisé pour la bande-son du film Freebird... The Movie (1996). Pour célébrer son succès le groupe abandonnera aussi son bus de tournée à la faveur d'un avion.

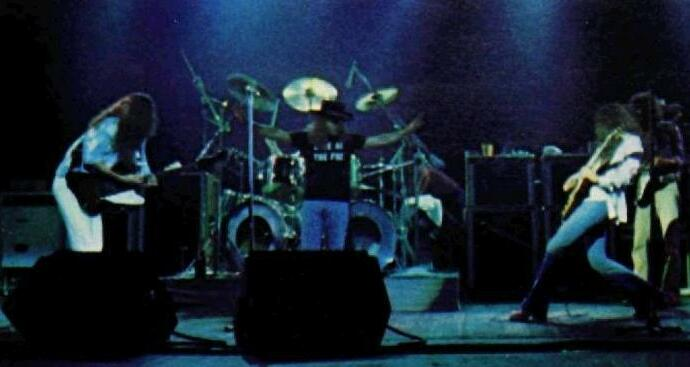
Lynyrd Skynyrd sur la scène du Fox Theatre d'Atlanta en 1976.

C'est un Lynyrd Skynyrd en pleine confiance qui entre en avril 1977 dans les Studios Criteria à Miami avec Tom Dowd. La plupart des chansons sont prêtes et l'enregistrement se passe bien mais le mixage pose un problème et le groupe décide de retourner en tournée. Celle-ci fera un arrêt remarqué au festival Day on the Green organisé par Bill Graham au Coliseum d'Oakland les 2 et 4 juillet. À la fin de la tournée le groupe rejoint le Studio One de Doraville pour finir l'album, mais point de Tom Dowd, celui-ci travaille à Toronto sur le nouvel album de Rod Stewart. Il envoie l'ingénieur du son Barry Rudolph pour aider le groupe à terminer l'album avec l'aide d'un autre ingénieur du son, Rodney Mills.
L'album sort le 17 octobre 1977 et on y sent l'influence de Steve Gaines. Ce dernier écrit seul deux titres et en coécrit deux autres en compagnie de Ronnie et se permet le luxe de partager le chant sur You Got That Right et chante seul sur Ain't No Good Life. Ronnie est en admiration et prédit que dans peu de temps le groupe se trouvera dans l'ombre de Steve et Gary admet que l'apport de Steve pousse le groupe et l'oblige à être à un meilleur niveau. Ronnie disait toujours que les musiciens du groupe étaient des street people (des gens de la rue), ce qui donna le nom à l'album Street Survivors. Ce dernier fit une entrée fracassante dans les charts du Billboard 200 en atteignant la 5e place propulsé par le single What's Your Name (13e du Billboard Hot 100) et sera certifié disque d'or (500 000 albums vendus) dix jours après sa sortie. La tournée qui devait suivre était la plus ambitieuse jamais mise sur pied par le groupe et s'intitulait Tour of the Survivors.

### Accident d'avion (1977)

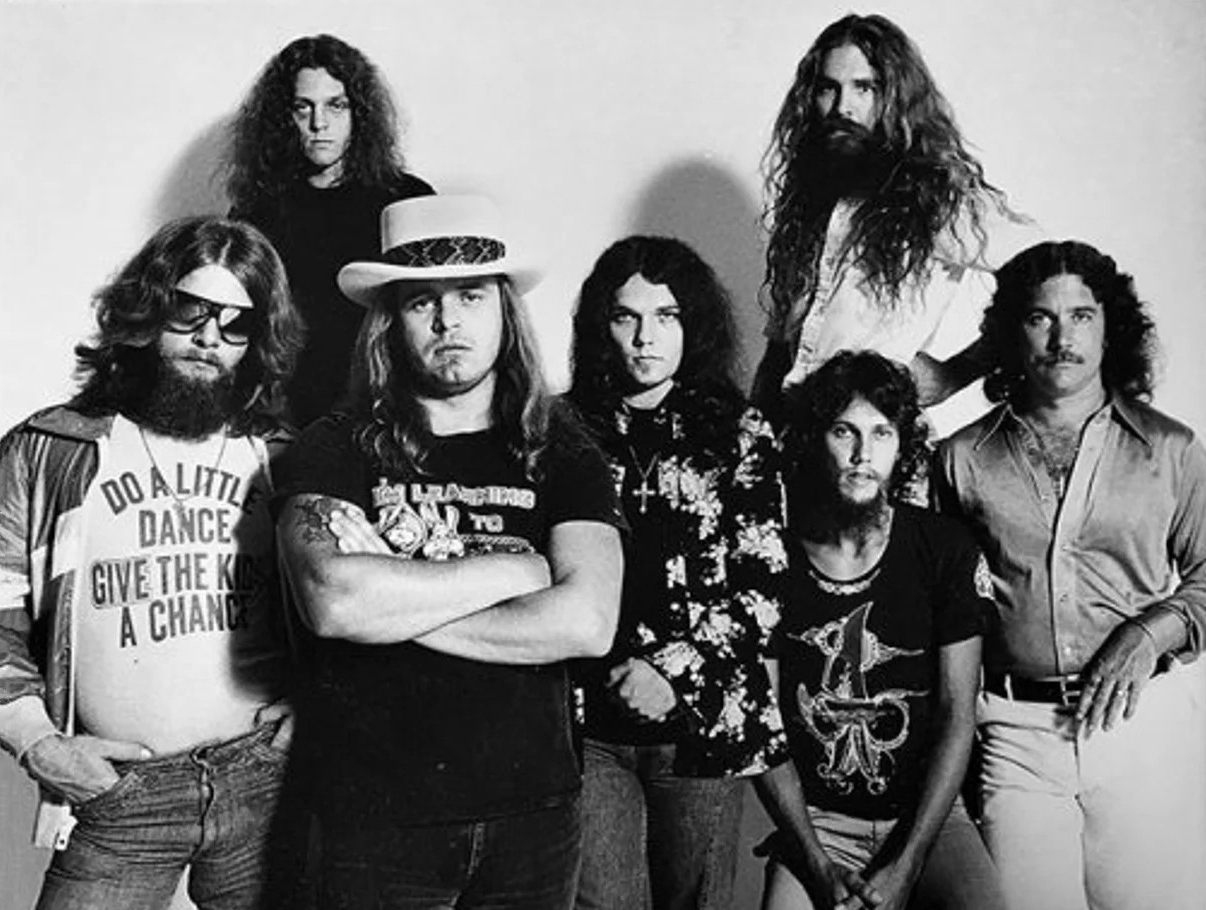
Lynyrd Skynyrd 1977: (en haut) Allen et Artimus (en bas) Leon, Ronnie, Gary, Steve et Billy

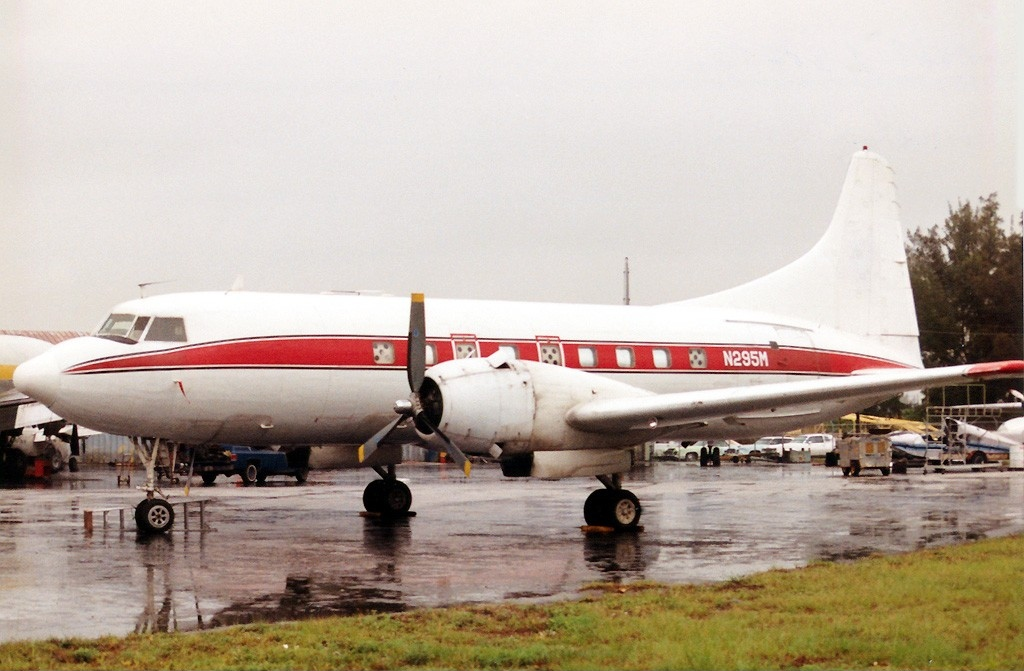
Un Convair 300 (ici un appareil appartenant à la compagnie Bahama Air Ferries).

L'équipe de Lynyrd Skynyrd a planifié pour l'automne 1977 une tournée américaine d'une importance cruciale pour promouvoir le nouvel album Street Survivors. Quarante-cinq dates sont officiellement planifiées à partir du 13 octobre à Statesboro jusqu'au premier février 1978 à Honolulu, mais l'encadrement espère convaincre de nombreux promoteurs à travers tous les États-Unis et le Canada pour atteindre au minimum les 60 concerts vendus. À moyen terme, le groupe espère effectuer une tournée européenne en 1978 pour asseoir son statut de groupe phare du rock américain, en espérant s'imposer en tête d'affiche des plus grands festivals de l'été 1978. Pour une tournée d'une telle importance, il est hors de question, compte tenu des contraintes géographiques et logistiques, de se déplacer en bus comme c'est l'usage. Un recours à l'avion s'impose pour se déplacer facilement entre deux villes souvent éloignées de plusieurs centaines de kilomètres, mais aussi pour limiter la fatigue des musiciens et de leur encadrement technique de premier niveau. C'est ainsi que l'encadrement fait appel aux services de la société L&J Company basée à Addison qui met à la disposition de Lynyrd Skynyrd un bimoteur de type Convair 240, transformé en Convair 300, portant l'immatriculation civile N55VM, troisième exemplaire du type à être sorti d'usine en 1948 et cumulant 29 000 heures de vol. L'équipage de l'avion est formé par le pilote Walter McCreary et son copilote William Gray, tous les deux employés par la société Falcon Aviation basée elle aussi à Addison.
Cet avion avait déjà été inspecté par des membres de l'équipe de vol du groupe bostonien Aerosmith au début de l'été 1977 et l'idée fut rapidement abandonnée, l'avion et les pilotes étant très éloignés des standards de sécurités requis.
Après un concert donné à Greenville le mercredi 19 octobre 1977, le groupe embarque peu après 16 heures le 20 octobre 1977, à destination du Ryan Field Airport de Baton Rouge, en Louisiane, avec à son bord 26 personnes, dont deux membres d'équipage. À 18 h 42, l'équipage contacte le contrôle aérien de Houston et demande à être dérouté en urgence vers l'aéroport le plus proche. Le contrôle aérien lui indique le petit aéroport de McComb mais l'avion s'écrase à 18 h 52, par manque de carburant, dans un marais fortement arboré près de Gillsburg. L'enquête établira un fonctionnement anormal des moteurs entraînant une surconsommation élevée de carburant.
L'accident coûte la vie à plusieurs membres du groupe, dont le chanteur Ronnie Van Zant, le guitariste Steve Gaines et sa sœur Cassie mais également à leur manager Dean Kilpatrick, au pilote Walter McCreary et au copilote William Gray. Les autres membres du groupe s'en sortent vivants, malgré de graves blessures. Artimus Pyle et les machinistes itinérants Kenneth Peden et Marc Frank, les moins blessés, s'extirpèrent de la carcasse pour chercher des secours. Ils arrivèrent tant bien que mal à rallier une ferme pour donner l'alerte. Le fermier Johnny Mote, effrayé par l'apparence des trois survivants, saisit son fusil et tira en l'air avant de comprendre ce qui était arrivé et de prévenir les secours. À la suite de l'écrasement, le technicien du son Kenneth Peden raconta que des flammes de plus de deux mètres s'échappaient d'un des moteurs lors du vol reliant Miami à Greenville. Plusieurs membres du groupe avaient décidé de tenir un vote dès leur arrivée en Louisiane pour voir si le groupe continuait la tournée en avion. JoJo Billingsley, qui ne participait pas au voyage pour raison de santé, avait fait un rêve prémonitoire dans lequel elle voyait l'avion s'écraser. Elle avait réussi à joindre Allen Collins pour lui en faire part et celui-ci lui raconta qu'il avait vu des flammes s'échapper d'un des moteurs.
Cet accident met fin au groupe jusqu'à sa résurrection en 1987. Ci-dessous, en plus des deux pilotes qui décèdent sur le coup, la liste des victimes et leur état physique à la suite de l'écrasement,. Ronnie Van Zant, Steve Gaines et Cassie Gaines meurent dans l'accident. Allen Collins aura deux vertèbres brisées, un bras fracturé. Leslie Hawkins souffrira de lacérations faciales nécessitant une chirurgie plastique, de blessures aux cervicales, d'un traumatisme crânien, d'une paralysie partielle et de dommages neurologiques permanents. Artimus Pyle aura une fracture du sternum et de multiples côtes cassées. Billy Powell souffrira aussi de lacérations faciales et aura le nez brisé. Gary Rossington aura les deux bras et les deux jambes fracturés. Leon Wilkeson aura la mâchoire brisée, les deux bras cassés, des blessures à la poitrine et un poumon perforé.
Concernant les machinistes itinérants : 
- Dean Kilpatrick (road manager) est décédé.
- Graig Reed (machiniste) : blessures à la poitrine, lacérations, fracture du bras gauche
- James Bracy (machiniste) : blessures à la poitrine, fracture du bras gauche
- Kevin Elson (ingénieur du son): deux jambes fracturées, fracture au pelvis et à une hanche
- Steve Lawler (machiniste) : contusions à la poitrine, lacérations faciales
- Clayton Johnson (machiniste) : coude droit et clavicule droite fracturés
- Don Kretzechman (machiniste) : blessures à la poitrine, abrasions
- Ron Eckerman (road manager) : contusions à la poitrine, côtes cassées
- Kenneth Peden (machiniste) : contusions multiples
- Joe Osborn (machiniste) : lacérations faciales, clavicule droite et quelques côtes cassées
- Mark Frank (machiniste) : commotion cérébrale, multiples abrasions
- Gene Odom (machiniste) : blessure à l'œil, plaie profonde au cuir chevelu
- Bill Sykes (caméraman) : fractures multiples
- Mark Howard (machiniste) : blessures à la tête et au dos
- Paul Welch (ingénieur du son) : blessures multiples

Ronnie Van Zant est enterré au Memory Garden d'Orange Park (banlieue de Jacksonville) le 25 octobre 1977 avec son chapeau et sa canne à pêche préférés. Plus de 150 personnes assistèrent à l'enterrement dont notamment, Dickey Betts, Charlie Daniels, Al Kooper, Tom Dowd, les membres de .38 Special, d'Atlanta Rhythm Section et de Grinderswitch. Billy Powell fut le seul membre du groupe à pouvoir assister aux funérailles, les autres musiciens étant encore à l'hôpital. Les corps de Steve et Cassie Gaines sont rapatriés à Miami en Oklahoma, la ville qui les a vus grandir, pour être soumis à la crémation le 23 octobre ; leurs restes sont ensuite enterrés au Memory Garden à Orange Park, juste à côté de la crypte de Ronnie Van Zant.

### Pause (1977–1987)
Il faudra attendre 1979, et le concert donné à Nashville par Charlie Daniels et son groupe dans le cadre des Volunteer Jam, pour voir Gary Rossington, Allen Collins, Billy Powell et Artimus Pyle réunis sur scène pour la première fois depuis le terrible crash. Ils interprètent en compagnie d’une partie du Charlie Daniels Band, Call Me the Breeze et une version instrumentale de Free Bird. Billy, Artimus et Leon Wilkeson participent en 1979 à l’album Contraband d’Alias, groupe dont la chanteuse est JoJo Billingsley.
En 1980, Gary et Allen fondent le Rossington Collins Band. Leon et Billy les rejoignent mais pour que le groupe soit fonctionnel, il faut attendre qu’Artimus soit rétabli d’un accident de moto qui lui a brisé une jambe. Finalement, sa rééducation prenant trop de temps, il est remplacé par Derek Hess. Barry Harwood vient compléter le groupe comme troisième guitariste. Ne voulant pas être comparés à Lynyrd Skynyrd, ils décident de prendre Dale Krantz-Rossington pour assurer le chant.
Deux albums sortiront, Anytime, Anyplace, Anywhere en 1980 (#13 au Billboard 200 et certifié disque d'or aux États-Unis) et This Is the Way en 1981 (no 24 au Billboard 200). En 1981, Allen Collins, miné par la perte de sa femme Kathy et ayant sombré dans la drogue et l'alcool, commence à manquer des concerts ou à quitter la scène en plein show, ce qui amène la dissolution du groupe en 1982.
Allen crée l'Allen Collins Band en 1983 entraînant avec lui Billy Powell, Leon Wilkeson, Derek Hess et Barry Harwood. Le groupe enregistre un seul album, Here, There and Back sorti en 1983, avant sa dissolution en 1985. De son côté, Gary Rossington, marié depuis peu avec Dale Krantz, fonde avec elle le Rossington Band. Deux albums, Returned to the Scene of the Crime (1986) et Love My Man (1988), plus orientés rock FM, verront le jour avant la reformation définitive de Lynyrd Skynyrd. Le groupe assurera la première partie du Tribute Tour de 1987. Artimus Pyle formera l'A.P.B. (pour Artimus Pyle Band ou All Point Bulletin suivant l'humeur) avec des musiciens inconnus de Spartanburg. Deux albums A.P.B. (1982) et Nightcaller (1983) sortiront avant qu'Artimus rejoigne Lynyrd Skynyrd en 1987. On peut retrouver des titres de toutes ces formations sur l'album de compilation Solo Flytes paru en 1999.

### Retour (1987–1991)

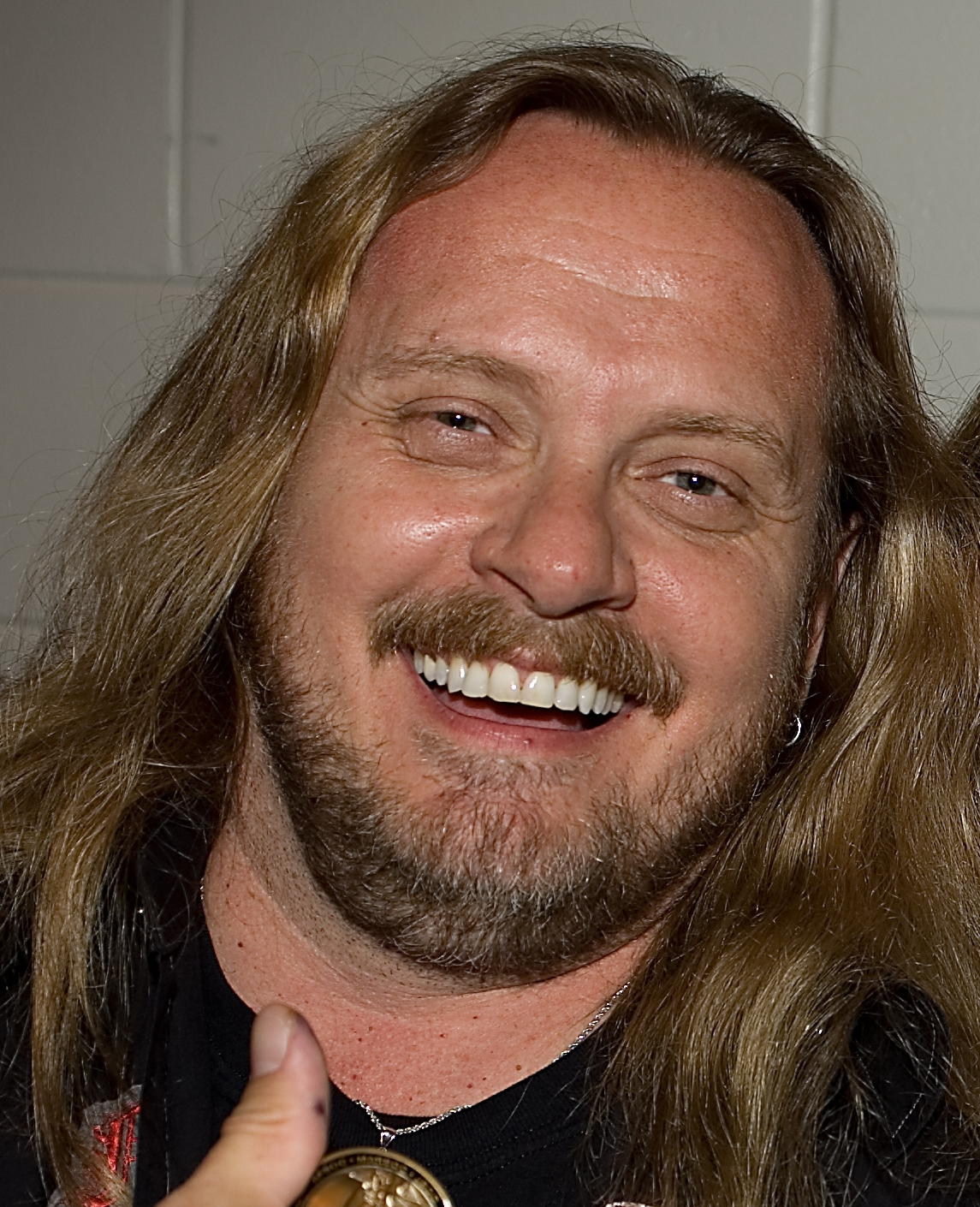
Johnny Van Zant en 2007.

Alors que le dixième anniversaire de la mort de Ronnie Van Zant, Steve et Cassie Gaines approchait, les rescapés du crash décident de mettre sur pied une tournée pour leur rendre hommage. Gary Rossington, Leon Wilkeson, Billy Powell et Artimus Pyle seront rejoint par Ed King (guitare, il avait quitté le groupe en 1975), Randall Hall (guitare) en remplacement d'Allen Collins et enfin par Johnny Van Zant (frère de Ronnie) au chant. Allen Collins, victime d'un grave accident de la route en 1986 qui le laisse partiellement paralysé, se contente d'avoir un rôle de consultant mais profite néanmoins de l'occasion pour prendre quelques minutes afin de mettre les fans du groupe en garde contre la dangerosité de la conduite sous l'influence de l'alcool et de la drogue.
Alors que la tournée ne devait durer qu'une trentaine de dates (entre le 23 septembre et le 1er novembre 1987), l'immense succès et le soutien inconditionnel des nombreux fans incitent le groupe à programmer une seconde tournée (entre le 14 mai et le 25 septembre 1988) au printemps 1988. Il est à noter que la chanson Free Bird ne fut jouée que dans sa version instrumentale, Johnny Van Zant ne se sentant émotionnellement pas capable d'assurer le chant. Encouragés par les 375 000 personnes qui assistent aux concerts de la tournée et le plaisir de jouer et recomposer des chansons ensemble, les musiciens décidèrent de reformer définitivement le groupe. Un album enregistré en public, Southern By The Grace Of God - Lynyrd Skynyrd Tribute Tour 1987 (1988) sortira à la suite de ces deux tournées.
En 1986, Allen Collins est victime d'un grave accident de voiture dans lequel Debra Jean, sa petite amie de l'époque, décède et le laisse paralysé au niveau de la taille avec un usage limité des bras. Il ne rejouera plus jamais de guitare et fondera l'association Rock for Rock Wheelchair Events and Benefit Concerts en 1988. En septembre 1989, il développe une pneumonie à la suite de sa paralysie et se retrouve hospitalisé. Il ne s'en remet pas et meurt le 23 janvier 1990 dans un hôpital de Jacksonville, à l’âge de 37 ans.
En 1990, Lynyrd Skynyrd signe un nouveau contrat avec Atlantic Records et commence à préparer le nouvel album du groupe, formé de Gary Rossington, Johnny Van Zant, Billy Powell, Leon Wilkeson, Artimus Pyle, Ed King, Randall Hall (guitare) et du deuxième batteur Kurt Custer (ex-Steve Earle Band). Enregistré dans les studios Ardent Recordings de Memphis, l'album est produit par Tom Dowd et sort le 11 juin 1991, sobrement intitulé Lynyrd Skynyrd 1991. L'album atteindra la 64e place du Billboard 200 et sera suivi d'une tournée nord-américaine pendant laquelle Artimus Pyle, lassé des abus de drogue et d'alcool de certains musiciens, fera ses adieux au groupe après un concert donné à Toronto le 2 août 1991.

### DeThe Last Rebelau décès de Wilkeson (1992–2001)

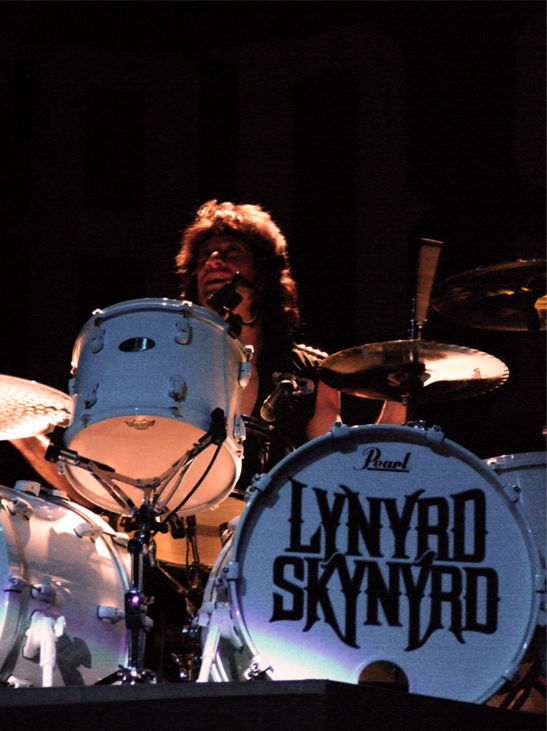
Michael Cartellone en 2009.

En juillet 1992, le groupe entre en studio à Nashville pour enregistrer son nouvel album, il en ressortira en décembre et, le 16 février 1993, sort The Last Rebel, le septième album studio de Lynyrd Skynyrd. La tournée qui suit sera marquée par un étrange incident : une nuit après un concert à Nashville, Ed King trouve dans le bus de la tournée Leon Wilkeson la gorge partiellement tranchée. Ce dernier avait passé la journée à attendre sa petite amie Rhonda au bar de l'aéroport de Nashville et, complètement saoul, avait pourri le concert, le soir venu. Il fut emmené d'urgence à l'hôpital et il fallut le remplacer sur quelques dates de la tournée. L'explication de Leon fut confuse, il dit avoir trébuché et s'être coupé tout seul, plus tard sa petite amie accusa Ed d'avoir voulu égorger Leon. Plus tard, sous l'influence de cette même Rhonda, Leon quitte quelque temps le groupe, ce qui oblige ce dernier à louer les services de Tim Lindsey (ex-Rossington Band) pour terminer la tournée. Peu de temps après la tournée, Randall Hall et Kurt Custer quittent le groupe, ils seront remplacés par Mike Estes (guitare) et Owen Hale (batterie). En 1994, le groupe change de maison de disque et signe chez Capricorn Records. Il entre en studio à Nashville pour enregistrer un album entièrement acoustique. Il sera composé de classiques (Sweet Home Alabama, Saturday Night Special...), de nouvelles chansons (Devil In the Bottle, Hillbilly Blues...) et d'une reprise d'Elvis Presley, Heartbreak Hotel.
Lors de la tournée 1995, Ed King est victime en septembre d'une insuffisance cardiaque congestive et est obligé de quitter un temps le groupe pour se soigner. Mike Estes doit apprendre rapidement les parties de guitare d'Ed pour finir la tournée et plus tard Hughie Thomasson des Outlaws rejoindra le groupe, d'abord provisoirement puis définitivement. Le 29 décembre 1995, au Fox Theatre d'Atlanta se tient la présentation du film Freebird... The Movie, un film documentaire sur le groupe période post crash 1977. Le documentaire est complété par le concert donné par le groupe en 1976 lors du festival de Knebworth et d'autres extraits de concerts. La présentation du film sera précédée par une jam de quatre heures où se côtoieront plus de quarante musiciens. C'est aussi l'occasion de revoir sur scène Bob Burns, Leslie Hawkins et JoJo Billingsley. Le film sortira en salle à travers tous les États-Unis et sa bande son et le DVD sortiront le 13 août 1996.
Nouveau changement de label en 1996, le groupe signe sur le label CMC International (distribué en Europe par le label allemand SPV GmbH) et sort pour le marché européen uniquement, l'album en public Southern Knights contenant des extraits de la tournée effectuée en 1995. C'est le dernier album sur lequel figure Ed King ; ce dernier, remis de ses ennuis cardiaques, demande à reprendre sa place au sein du groupe mais celui-ci refuse. Hughie Thomasson est désormais un membre à part entière de Lynyrd Skynyrd après le split des Outlaws et Ed King porte plainte pour rupture abusive de contrat. Mike Estes, fidèle ami d'Ed King, se battra pour que ce dernier puisse revenir dans le groupe, ayant plus de feeling pour jouer avec Ed qu'avec Hughie. Mal lui en prend, puisqu'il est viré du groupe à son tour, ce qui amène aussi le départ de sa femme Debbie Davis-Estes, qui officie comme choriste au sein du groupe. Gary Rossington appelle alors une vieille connaissance des années 1970, Rickey Medlocke, pour le remplacer. Celui-ci, en rupture avec Blackfoot, accepte et revient en tant que guitariste et compositeur.
1997 voit la sortie du huitième album studio de Lynyrd Skynyrd, Twenty. Le nom de l'album est un hommage aux disparus du crash de 1977 dont c'est le vingtième anniversaire. Curiosité sur cet album, la chanson Travellin'Man, qui ne figure sur aucun album studio du groupe, est reprise avec les musiciens de 1997 et la voix de Ronnie Van Zant enregistrée en 1976 au Fox Theatre d'Atlanta pour l'album One More from the Road. Les bandes de la voix de Ronnie ont été restaurées et mixées avec celle de son frère Johnny pour former un duo. Le groupe a aussi une nouvelle choriste en la personne de Carol Chase. 1998 est une année de transition pour le groupe, à part quelques shows en début d'année. Owen Hale quitte le groupe en mai et est remplacé par Jeff McAllister. Johnny Van Zant en profite pour enregistrer un album avec son frère Donnie, Brother to Brother sous le nom de VanZant. En juin sort un album en public Lyve from Steel Town enregistré à Pittsburgh le 15 juillet 1997. Il est le premier album du groupe (hors compilations) à être certifié disque d'or (500 000 exemplaires vendus) aux États-Unis depuis Street Survivors.
En août 1999 parait Edge of Forever, le nouvel album. Enregistré à Nashville, il est produit par Ron Nevison. Le groupe y fait appel à un batteur de session, en l'occurence Kenny Aronoff. Michael Cartellone des Damn Yankees joue de quelques percussions sur l'album, il deviendra le nouveau batteur du groupe sous peu. Pendant la tournée, en juillet 1999, Leon Wilkeson, malade, doit être remplacé pour quelques concerts par Rick Wills (ex-Foreigner et Bad Company). C'est à ce moment que les problèmes de santé de Leon commencent, il sera hospitalisé à plusieurs reprises pour des problèmes intestinaux et urinaires en décembre 1999 alors que Lynyrd Skynyrd partage l'affiche d'une tournée avec ZZ Top.
En mai 2000, Lynyrd Skynyrd commence l'enregistrement de son nouvel album. Il est axé sur Noël et comprend des reprises de chansons de Noël et des nouvelles chansons composées par le groupe sur le même thème. Leon Wilkeson quitte à nouveau momentanément le groupe, il est remplacé par Ean Evans lors des concerts. Le 12 septembre sort Christmas Time Again qui contient onze chansons dont deux sont interprétées respectivement par Charlie Daniels et .38 Special. Leon Wilkeson crédité sur la pochette de l'album ne joue pas sur les titres, il est remplacé par le bassiste Mike Brignardello, un musicien de session de Nashville. La chanson Mama's Song est un hommage à la mère de Johnny Van Zant, Marion « Sister » Van Zant, décédée le 8 avril 2000. Leon revient dans le groupe pendant l'été et tient de nouveau sa place lors des concerts.
 Le 21 novembre 2000 sort la compilation Collectybles qui proposent de nombreux inédits et versions alternatives de certains titres allant de 1968 à 1977.
Début 2001, Johnny et Donnie Van Zant réalisent un nouvel album de Van Zant, Van Zant II qui sort en mars et sera suivi d'une tournée. Le 27 juillet 2001, alors que Lynyrd Skynyrd faisait une pause pendant sa tournée estivale, Leon Wilkeson est retrouvé mort dans la chambre de l'hôtel Sawgrass Marriott Resort & Beach Club de Ponte Vedra Beach en Floride. Il était âgé de 49 ans et serait apparemment mort d'une maladie chronique du foie et des poumons. L'enquête démontre qu'il est mort d'un emphysème pulmonaire et d'une cirrhose du foie due à un abus de drogues et d'alcool. L'autopsie a permis de retrouver dans son organisme de grande quantités d'oxycodone mélangé avec du diazépam, ce qui l'a empêché de respirer correctement et a provoqué son étouffement.

### Changements et continuité (2001–2017)

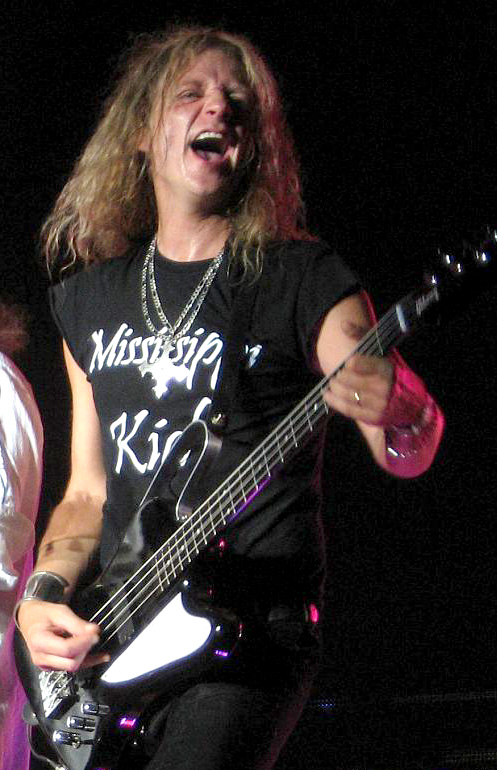
Ean Evans en 2008.

Le décès de Leon Wilkeson pose un gros problème au groupe. Suivant un accord établi entre les survivants du crash de 1977 et la veuve de Ronnie Van Zant, Judy Van Zant, le nom de Lynyrd Skynyrd ne pourrait être utilisé pour tourner et enregistrer des albums que s'il restait au minimum trois membres originaux (The Rule of Three). Or à ce moment-là, il ne restait plus que Gary Rossington et Billy Powell comme membres originaux. Cependant un accord rendant cette règle caduque fut rapidement trouvé : selon un documentaire de la chaîne américaine VH1 appelé Uncivil War, les tournées de Lynyrd Skynyrd rapportaient tous les ans des indemnités évaluées à six chiffres à Judy Van Zant.
Ean Evans, un bassiste de studio de la région d'Atlanta qui avait déjà travaillé avec Hughie Thomasson et les Outlaws, fut appelé à remplacer Leon Wilkeson. Il avait déjà remplacé Leon sur une vingtaine de dates en 2000, lors des problèmes de santé de ce dernier, et pris officiellement sa place lors du concert donné par Lynyrd Skynyrd à Las Vegas le 11 août 2001.
Le 20 mai 2003, alors que le groupe avait signé avec le label anglais Sanctuary Records, sort le nouvel album studio Vicious Cycle, le premier avec Ean Evans à la basse et le premier depuis Street Survivors à entrer dans le top 30 du Billboard 200. Pour cet album, Lynyrd Skynyrd collabore notamment avec le musicien-compositeur Jim Peterik (Survivor) et avec Kid Rock pour une reprise du titre Gimme Back My Bullets. Sur deux titres, Lucky Man et The Way, enregistrés avant sa mort, on peut entendre jouer Leon Wilkeson. Pendant la tournée qui suit, l'album en public Lynyrd Skynyrd Lyve: The Vicious Cycle Tour est enregistré à Nashville pour fêter les 30 ans de carrière du groupe. L'album sortira le 22 juin 2004 et sera disponible accompagné d'un DVD.
Début 2005, Hughie Thomasson annonce aux autres membres du groupe qu'il s'en va pour reformer The Outlaws. Il avait rejoint le groupe en 1996 pour six mois, afin de remplacer Ed King, et y était resté neuf ans. Il décédera deux ans plus tard, le 9 septembre 2007, d'une crise cardiaque à son domicile de Brooksville près de Tampa en Floride, âgé de 55 ans.
Le 13 mars 2006, lors d'une cérémonie se déroulant à l'hôtel Waldorf-Astoria de New York, Lynyrd Skynyrd connaît la consécration en faisant son entrée au Rock and Roll Hall of Fame aux côtés de Black Sabbath, Blondie, Miles Davis et des Sex Pistols (Johnny Rotten déclina l'invitation). Les membres du groupe accueillis au sein du Rock and Roll Hall of Fame sont : Ronnie Van Zant, Gary Rossington, Allen Collins, Ed King, Steve Gaines, Billy Powell, Leon Wilkeson, Bob Burns et Artimus Pyle. La cérémonie se déroule en présence de Judy Van Zant Jeness (veuve de Ronnie), de Melody et Tammy Van Zant (filles de Ronnie), de Teresa Gaines Rapp et Corrina Gaines (veuve et fille de Steve), Amy et Allison Collins (filles d'Allen) et de Mrs Mable Wilkeson et Lee Wilkeson (mère et fils de Leon Wilkeson). Le groupe, dans sa formation de 2006 augmentée de Bob Burns, Artimus Pyle, Ed King, JoJo Billingsley et Leslie Hawkins, interprète Sweet Home Alabama (avec Kid Rock) et Free Bird lors de la cérémonie. 2006 marque aussi l'arrivée d'un nouveau guitariste en remplacement de Hughie Thomasson. Il s'agit de Mark Matejka qui avait joué avec le Charlie Daniels Band sur le titre Santa Claus Is Coming to Town sur l'album Christmas Time Again. Le groupe continue à tourner pendant les années 2006 et 2007, inaugurant la première Simple Man Cruise en 2007.

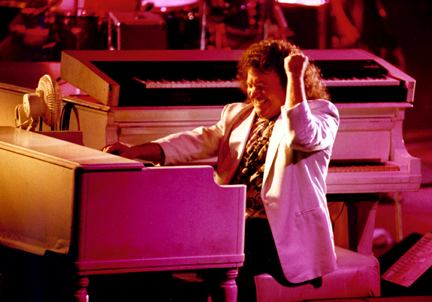
Billy Powell en 2007.

En 2008, Les membres de Lynyrd Skynyrd commencent à travailler sur un nouvel album. Mais les choses ne vont pas se dérouler comme prévu : fin 2008, le bassiste Ean Evans est malade, atteint par un cancer. Pire encore, le pianiste du groupe, Billy Powell, décède le 28 janvier 2009 d'une crise cardiaque, à l'âge de 56 ans. Il est retrouvé inconscient à son domicile d'Orange Park en Floride. Vers 0 h 55 heure locale, il a composé le 911, se plaignant d'avoir des problèmes pour respirer. Les secours arrivent et lui pratiquent une réanimation cardio-pulmonaire mais en vain ; le décès de Billy est prononcé peu avant deux heures du matin.
La malédiction continue pour le groupe puisqu'Ean Evans décède à son tour le 6 mai 2009 d'un cancer particulièrement agressif à son domicile de Columbus dans le Mississippi. Il avait donné son dernier concert avec Lynyrd Skynyrd le 19 avril 2009 lors du Mississippi Kid Festival, un festival donné en son soutien et celui de sa famille. Très diminué, il avait joué assis sur une chaise entouré des autres membres du groupe qui, par solidarité, s'étaient eux aussi assis pendant une grande partie du show. Le nouvel album produit par Bob Marlette, God and Guns, sort finalement le 29 septembre 2009 sur le nouveau label du groupe, Roadrunner Records. Billy Powell et Ean Evans jouent sur plusieurs titres de l'album et le groupe s'adjoint la collaboration de John 5 (Marilyn Manson, Rob Zombie), qui participe à l'écriture et joue de la guitare. Rob Zombie vient lui-même pousser la chansonnette sur le titre Floyd.
Deux nouveaux membres rejoignent le groupe, Peter Keys (George Clinton, P-Funk) aux claviers et Robert Kearns (ex-Cry of Love, The Bottles Rocket) à la basse. Le groupe part en tournée aux États-Unis (notamment avec Kid Rock) et en Europe. En 2011, Lynyrd Skynyrd tourne notamment aux États-Unis avec les Doobie Brothers et avec ZZ Top dans le cadre du Rebels and Bandoleros Tour de ces derniers. Le groupe commence aussi à travailler sur un nouvel album. 2012 voit l'arrivée d'un nouveau bassiste, Johnny Colt, connu pour être le bassiste original du groupe The Black Crowes (période 1990-1999). Last of a Dyin' Breed, quatorzième album studio du groupe, sort le 21 août 2012, toujours sur Roadrunner Records et toujours produit par Bob Marlette. L'album est un succès puisqu'il entre rapidement dans le top 20 des charts du Billboard 200 (14e), soit le meilleur classement d'un album studio du groupe depuis Street Survivors. Le groupe repart en tournée à travers les États-Unis et l'Europe en 2012, 2013 et 2014, avec des participations, entre autres, au Sweden Rock Festival (2012) et au Hellfest (2012). La tournée 40th Anniversary se déroule en juin et juillet 2013 en compagnie du groupe anglais Bad Company.
Le 12 novembre 2014, plusieurs groupes et chanteurs, parmi lesquels Warren Haynes et son propre groupe, Donnie Van Zant en duo avec Charlie Daniels, Blackberry Smoke, Gregg Allman, John Hiatt, Peter Frampton ou encore Cheap Trick, se réunissent au Fox Theatre d'Atlanta pour un spectacle en hommage à Lynyrd Skynyrd, où ils interprètent chacun leur tour les plus grands morceaux du groupe. Les trois derniers titres du concert, dont Free Bird, sont joués par le groupe lui-même, qui est rejoint sur scène par tous les artistes de la soirée pour le morceau final, Sweet Home Alabama. Ce concert hommage sort l'année suivante en DVD, sous le titre One More for the Fans, en clin d'œil à l'album live One More from the Road, enregistré au même endroit en 1976.
Au début de 2015, Lynyrd Skynyrd tourne aux États-Unis puis, à partir 21 avril, le groupe arrive en Europe pour neuf concerts dont un au Palais des sports de Paris le 25 avril. Nouvelle tragédie dans la Skynyrd Family, Bob Burns, premier batteur (1964-1974) et membre fondateur du groupe, décède le 3 avril 2015 dans un accident de voiture à Cartersville dans l'État de Géorgie. Il était âgé de soixante quatre ans.

### Tournée d'adieu, concerts occasionnels et mort de Gary Rossington
Le 25 janvier 2018, Lynyrd Skynyrd annonce sa tournée Last of the Street Survivors Farewell Tour qui débutera le 4 mai 2018. Ils s'accompagneront de Kid Rock, Hank Williams Jr., Bad Company, The Charlie Daniels Band, The Marshall Tucker Band, .38 Special, Blackberry Smoke et de Blackfoot. Après cette tournée, le groupe continuera de donner des concerts occasionnels mais ne fera plus de longues tournées, la santé de Gary Rossington (problèmes cardiaques) ne le permettant plus.
Le dimanche 5 mars 2023, Gary Rossington, dernier membre fondateur et musicien encore vivant qui figure sur le premier album, meurt à l'âge de 71 ans. Aucune cause de la mort n'est donnée mais le guitariste souffrait de problèmes cardiaques et avait été opéré en urgence en 2021.

### Tournée des 50 ans de carrière (depuis 2025)
Le groupe à récemment annoncé une tournée européenne pour les 50 ans de carrière du groupe en 2025, avec notamment un passage en France, au Zénith de Paris le 10 juillet. Formé initialement en 1964, le groupe qui existe depuis plus de 60 ans, célèbre ses 50 ans de carrière car il a fait une pause de 10 ans, après le terrible crash d'avion causant la mort de plusieurs membres du groupe, en 1977.

## Chansons célèbres

### Sweet Home Alabama
Sweet Home Alabama (Ed King/Gary Rossington/Ronnie Van Zant) est certainement la chanson la plus célèbre de Lynyrd Skynyrd, elle se classa à la 8e place dans les charts US du Hot 100 et se vendit plus de 500 000 fois dans sa version digitale et 1 000 000 de fois dans sa version Master Ringtone (sonnerie pour téléphone). Elle est aussi réputée en particulier pour son côté polémique par rapport à deux chansons de Neil Young : Southern Man (dans l'album After the Gold Rush) et Alabama (dans l'album Harvest) qui dénonçaient le racisme des habitants du sud des États-Unis.
On peut aussi l'entendre dans les films Forrest Gump, dans 8 Mile, USS Alabama, Les Ailes de l'enfer, Fashion Victime et Sahara ainsi qu'au début du remake de Massacre à la tronçonneuse de Marcus Nispel. Cette chanson est notamment chantée dans la série d'animation Les Simpson par Marge et Bart, elle est aussi parodiée par le rappeur de Détroit Eminem dans son film 8 Mile. On l'entend aussi à la fin d'un épisode de Malcolm, et Kid Rock l'a samplée pour son titre All Summer Long. Johnny Hallyday en chante une version en français, Cartes Postales d'Alabama, sur l'album La Peur, sorti en 1982. On retrouve aussi cette chanson dans les jeux vidéo Guitar Hero IV et StarCraft 2, ainsi que dans le court métrage Craponne Academy. On la retrouve plus récemment dans le film Moi, moche et méchant dans la scène se déroulant en Égypte.

### Freebird
Freebird (Allen Collins/Ronnie Van Zant) est une autre chanson incontournable du répertoire du groupe. Elle atteindra la 19e place du Hot 100 aux États-Unis et clôt en général le show du groupe. Lorsque le groupe se reforme en 1987, il la joue en version instrumentale, Johnny Van Zant ne se sentant émotionnellement pas capable de la chanter.
Elle est notamment citée dans le film Le Premier Jour du reste de ta vie par Robert Duval, joué par Jacques Gamblin : « Lynyrd Skynyrd, Free Bird, Allen Collins sur sa guitare Explorer blanche et or, ça c'est du solo qui dépote. Cinq minutes de folie, t'as plus qu'à serrer les dents et prier pour que tes doigts ne fondent pas ». On peut l'entendre dans la dernière séquence du film The Devil's Rejects de Rob Zombie ou dans une scène de Forrest Gump de Robert Zemeckis et récemment dans l'épisode 4 de la saison 2 de Californication. On peut également l'entendre dans la série Freaks and geeks. On peut aussi l'entendre dans Rencontres à Elizabethtown, jouée par un groupe rock lors des funérailles de Mitch, ou encore dans un épisode de la série Gossip Girl.
Elle est aussi utilisée dans le film Kingsman, dans la scène de l'église, où tout le monde s’entre-tue ; dans cette scène, seul le solo de guitare de la chanson est utilisé. Elle est aussi une des plus difficiles chansons du jeu vidéo Guitar Hero II. On peut aussi l'entendre en écoutant la chaîne K-DST dans le jeu vidéo Grand Theft Auto: San Andreas et la jouer dans l'un des packs optionnels de Guitar Rock II sur smartphone. Dans la série Buffy contre les vampires, l'observateur de Buffy, Rupert Giles (Anthony Stewart Head), fait une reprise acoustique du premier couplet dans l'épisode 20 de la saison 4 intitulé Facteur Yoko. La chanson apparaît dans le jeu Rock Band 3. Elle est aussi reprise dans un épisode de la série Earl en tant que berceuse de little Chubby par sa tendre mère. On peut entendre Free Bird lors de la campagne solo Terran du jeu vidéo StarCraft 2 : Wings of Liberty, dans la cantina de l'Hypérion, pendant une cinématique montrant Jim Raynor devant un verre d'alcool, sermonné par son ami le commandant Matt Horner.
Dans l'épisode 19 de la saison 1 de That's 70's Show, on peut reconnaître la chanson jouée par un orchestre en fond sonore à un bal.

### Simple Man
Simple Man (Gary Rossington/Ronnie Van Zant). Cette chanson est composée peu de temps après le décès de la mère de Gary et la grand-mère de Ronnie. Les deux musiciens l'écrivent en souvenir des conseils que leur donnaient les deux femmes quand ils étaient plus jeunes. Al Kooper refuse d'enregistrer la chanson, trouvant qu'elle n'était pas assez bonne pour figurer sur l'album. Ronnie l'escorte jusqu'à la sortie du studio et lui dit de revenir lorsqu'il lui donnera un coup de fil. Le groupe enregistre le titre avec l'ingénieur du son et lorsque Al revint quelques heures plus tard, il ajouta ses parties d'orgue (sous le nom de Rooswelt Gook) et la chanson figurera sur l'album.
On peut l'entendre dans le film Presque célèbre de Cameron Crowe et dans le film Renegade d'Enzo Barboni. Elle est apparue dans Rock Band 2 (CD Bonus de rajout de chansons vendus séparément) et Rock Band sur smartphone. Elle a aussi été reprise par les groupes Deftones et Shinedown. Elle apparaît aussi dans la bande originale du film Renegade (1987) de Enzo Barboni avec Terence Hill. Elle est utilisée dans la saison 5 de la série télévisée Supernatural.

### Gimme Three Steps
Gimme Three Steps (Allen Collins/Ronnie Van Zant). Cette chanson est inspirée d'une histoire vraie. Ronnie, Gary et Allen sont dans un bar, lorsqu'une fille aborde Ronnie pour danser. Celui-ci accepte, mais peu de temps après surgit le petit ami de la fille qui sort un .44 Magnum prêt à descendre Ronnie. Ce dernier le supplie de le laisser partir, promettant de ne plus revoir la fille et lui tourne le dos et se dirige vers la sortie. Allen et Gary le suivent et ils écrivent la chanson dans la voiture qui les ramène chez eux. La chanson est le premier single de l'album Pronounced... mais n'entra pas dans les charts.

### Autres chansons
- Saturday Night Special (Ed King/ Ronnie Van Zant) est une chanson qui parle du méfait de posséder une arme. La chanson sort comme single de l'album Nuthin' Fancy et se classe à la 27e place du Hot 100. Cette chanson sera reprise par Armored Saint (album Raising Fear (1987)), The Accüsed (EP Straight Razor (1991)), Tesla (album Real to Reel, vol.2 (2007)) et Great White (album Recover Deluxe edition (2007)).
- That Smell (Allen Collins/Ronnie Van Zant. Cette chanson parle des risques qu’entraîne la consommation de drogues et d'alcool. Les accidents de voiture d'Allen Collins et Gary Rossington inspirent directement cette chanson. Le même jour, le Labor Day en 1976, Allen fonce dans une Volkswagen Coccinelle et l'envoya valdinguer à travers un parking heureusement vide tandis que Gary au volant de sa nouvelle Ford Torino fonce dans une cabine téléphonique, heurte un chêne avant de finir sa course dans une maison, causant à l'époque pour plus de 7 000 dollars de dommages. Les deux guitaristes étaient sous l'emprise de l'alcool et de drogues et si pour Allen l'accident n'eut pas de conséquence, celui de Gary l'envoya à l'hôpital et le groupe dut annuler son show avec Aerosmith au Anaheim Stadium[75].
- La chanson Tuesday's Gone (Allen Collins/Ronnie Van Zant) est reprise en 1998 par le groupe Metallica dans son album Garage Inc., et la chanson est jouable dans le jeu Guitar Hero: Metallica.
- La chanson I Never Dreamed (Steve Gaines/Ronnie Van Zant) est reprise par Black Label Society comme piste bonus de l'album Mafia.
- La chanson Gimme Back My Bullets (Gary Rossington/Ronnie Van Zant) qui donne son nom au quatrième album du groupe est une référence à un terme (Bullet) utilisé dans les charts du magazine Billboard pour signifier la vitesse de l'ascension d'un titre dans les charts. Lynyrd Skynyrd arrête rapidement de jouer cette chanson lors des concerts, le public jetant sur scène toutes sortes de munitions et autres objets qui risquaient de blesser quelqu'un[76]. Elle est la chanson préférée, dans le film Les Hommes du feu (de Pierre Jolivet), de l'acteur Roschdy Zem  qui la chante 2 fois.

## Membres

### Formations et évènements
| Période                                              | Formation | Événements |
| ---------------------------------------------------- | --- | --- |
| My Backyard The Noble Five One Percent (1964 - 1969) | - Ronnie Van Zant - chant - Gary Rossington - guitare - Allen Collins - guitare - Larry Junstrom - basse - Bob Burns - batterie | |
| Leonard Skinnerd Lynard Skynard (1970)               | - Ronnie Van Zant - chant - Gary Rossington - guitares - Allen Collins - guitares - Larry Junstrom - basse - Bob Burns - batterie | - Need my Friends / Michelle (premier single) |
| Lynyrd Skynyrd (1970-1971)                           | - Ronnie Van Zant - chant - Gary Rossington - guitares - Allen Collins - guitares - Larry Junstrom - basse - Bob Burns - batterie - Rickey Medlocke - batterie, chant, mandoline | |
| Lynyrd Skynyrd (1971)                                | - Ronnie Van Zant - chant - Gary Rossington - guitares - Allen Collins - guitares - Greg T Walker - basse - Bob Burns - batterie - Billy Powell - piano - Rickey Medlocke - batterie, chant, mandoline | - Enregistrement des premières démos aux Muscle Shoals Studios |
| Lynyrd Skynyrd (1971-1972)                           | - Ronnie Van Zant - chant - Gary Rossington - guitares - Allen Collins - guitares - Greg T Walker - basse - Bob Burns - batterie - Billy Powell - piano | |
| Lynyrd Skynyrd (1972)                                | - Ronnie Van Zant - chant - Gary Rossington - guitares - Allen Collins - guitare - Leon Wilkeson - basse - Bob Burns - Billy Powell - piano | - Suite des enregistrements de démos aux Muscle Shoals Studios |
| Lynyrd Skynyrd (1972-1974)                           | - Ronnie Van Zant - chant - Gary Rossington - guitares - Allen Collins - guitares - Ed King - basse, guitares, chœurs - Billy Powell - claviers - Leon Wilkeson - basse, chœurs - Bob Burns - batterie | - (pronounced 'lĕh-'nérd 'skin-'nérd) (1973) - Second Helping (1974) |
| Lynyrd Skynyrd (1974-1975)                           | - Ronnie Van Zant - chant - Gary Rossington - guitares - Allen Collins - guitares - Ed King - guitares, chœurs - Billy Powell - claviers - Leon Wilkeson - basse, chœurs - Artimus Pyle - batterie | - Nuthin' Fancy (1975) |
| Lynyrd Skynyrd (1976)                                | - Ronnie Van Zant - chant - Gary Rossington - guitares - Allen Collins - guitares - Billy Powell - claviers - Leon Wilkeson - basse, chœurs - Artimus Pyle - batterie - The Honkettes - (Cassie Gaines, JoJo Billingsley, Leslie Hawkins) - chœurs | - Gimme Back My Bullets (1976) |
| Lynyrd Skynyrd (1976-1977)                           | - Ronnie Van Zant - chant - Gary Rossington - guitares - Allen Collins - guitares - Steve Gaines - guitares, chant - Billy Powell - claviers - Leon Wilkeson - basse, chœurs - Artimus Pyle - batterie - The Honkettes (Cassie Gaines, JoJo Billingsley, Leslie Hawkins) - chœurs | - One More from the Road (Live, 1976) - Street Survivors (1977) |
| Inactivité (1977-1987)                               | 20 octobre 1977 : Décès de Ronnie Van Zant, Steve Gaines, Cassie Gaines et de l'assistant road manager du groupe Dean Kilpatrick dans un accident d'avion. Les survivants sont tous assez gravement blessés. Leon Wilkeson est déclaré mort à trois reprises et on est tout près de lui amputer le bras gauche. Finalement, on lui insère une barre de métal et on lui bloque le bras dans une position lui permettant de jouer. Au début des années 1980, Rossington, Collins, Wilkeson et Powell se réunissent avec le guitariste-chanteur Barry Harwood, le batteur Derek Hess et la chanteuse Dale Krantz dans le Rossington-Collins Band. On retrouve ensuite Collins, Wilkeson, Powell, Harwood et Hess dans l'Allen Collins Band et Rossington et Krantz, devenue Dale Krantz-Rossington, dans le Rossington Band. | - Skynyrd's First and... Last. (1978) - Legend (1987) |
| Lynyrd Skynyrd (1987-1990)                           | - Gary Rossington - guitares - Johnny Van Zant - chant - Ed King - guitares, chœurs - Randall Hall - guitares - Leon Wilkeson - basse, chœurs - Billy Powell - claviers - Artimus Pyle - batterie - Dale Krantz-Rossington - chœurs - Carol Bristow - chœurs | - Southern By The Grace Of God - Lynyrd Skynyrd Tribute Tour 1987 (Live, 1988) - † Allen Collins, 23 janvier 1990 à 37 ans                                                                   |
| Lynyrd Skynyrd (1990-1991)                           | - Gary Rossington - guitares - Johnny Van Zant - chant - Ed King - guitares, chœurs - Randall Hall - guitares - Billy Powell - claviers - Leon Wilkeson - basse, chœurs - Artimus Pyle - batterie - Kurt Custer - batterie - Dale Krantz-Rossington - chœurs - Debbie Bailley - chœurs | - Lynyrd Skynyrd 1991 (1991) |
| Lynyrd Skynyrd (1991-1993)                           | - Gary Rossington - guitares - Johnny Van Zant - chant - Ed King - guitares, chœurs - Randall Hall - guitares - Billy Powell - claviers - Leon Wilkeson - basse, chœurs - Kurt Custer - batterie - Dale Krantz-Rossington - chœurs - Debbie Davis - chœurs | - The Last Rebel (1993) |
| Lynyrd Skynyrd (1993-1994)                           | - Gary Rossington - guitares - Johnny Van Zant - chant - Ed King - guitares, chœurs - Mike Estes - guitares - Billy Powell - claviers - Leon Wilkeson - basse, chœurs - Kurt Custer - batterie - Dale Krantz-Rossington - chœurs - Debbie Davis - chœurs | |
| Lynyrd Skynyrd (1994-1996)                           | - Gary Rossington - guitares - Johnny Van Zant - chant - Ed King - guitares, mandoline, chœurs - Mike Estes - guitares - Billy Powell - claviers - Leon Wilkeson - basse, chœurs - Owen Hale - batterie - Dale Krantz-Rossington - chœurs - Debbie Davis-Estes - chœurs | - Endangered Species (1994) |
| Lynyrd Skynyrd (1996-1998)                           | - Gary Rossington - guitares - Johnny Van Zant - chant - Billy Powell - claviers - Leon Wilkeson - basse, chœurs - Rickey Medlocke - guitares, chœurs - Hughie Thomasson - guitares, chœurs - Owen Hale - batterie - Dale Krantz-Rossington - chœurs - Carol Chase - chœurs | - Twenty (1997) - Lyve from Steel Town (Live, 1998) |
| Lynyrd Skynyrd (1998-1999)                           | - Gary Rossington - guitares - Johnny Van Zant - chant - Billy Powell - claviers - Leon Wilkeson - basse, chœurs - Rickey Medlocke - guitares, chœurs - Hughie Thomasson - guitares, chœurs - Jeff McAllister - batterie - Dale Krantz-Rossington - chœurs - Carol Chase - chœurs | |
| Lynyrd Skynyrd (1999)                                | - Gary Rossington - guitares - Johnny Van Zant - chant - Billy Powell - claviers - Leon Wilkeson - basse, chœurs - Rickey Medlocke - guitares, chœurs - Hughie Thomasson - guitares, chœurs - Dale Krantz-Rossington - chœurs - Carol Chase - chœurs - Kenny Aronoff - batterie (musicien de session, présent seulement pour l'enregistrement de l'album Edge of Forever) | - Edge of Forever (1999) |
| Lynyrd Skynyrd (1999-2001)                           | - Gary Rossington - guitares - Johnny Van Zant - chant - Billy Powell - claviers - Leon Wilkeson - basse, chœurs - Rickey Medlocke - guitares, chœurs - Hughie Thomasson - guitares, chœurs - Michael Cartellone - batterie - Dale Krantz-Rossington - chœurs - Carol Chase - chœurs | - Christmas Time Again (2000) - † Leon Wilkeson, 27 juillet 2001 à 49 ans |
| Lynyrd Skynyrd (2001-2005)                           | - Gary Rossington - guitares - Johnny Van Zant - chant - Billy Powell - claviers - Rickey Medlocke - guitares, chœurs - Hughie Thomasson - guitares, chœurs - Ean Evans - basse, chœurs - Michael Cartellone - batterie - Dale Krantz-Rossington - chœurs - Carol Chase - chœurs | - Vicious Cycle (2003) - Lynyrd Skynyrd Lyve: The Vicious Cycle Tour (Live, 2004) |
| Lynyrd Skynyrd (2005-mai 2006)                       | - Gary Rossington - guitares - Johnny Van Zant - chant - Billy Powell - claviers - Rickey Medlocke - guitare, chœurs - Ean Evans - basse, chœurs - Michael Cartellone - batterie - Dale Krantz-Rossington - Cchœurs - Carol Chase - chœurs | |
| Lynyrd Skynyrd (13 mars 2006 : Hall of Fame)         | - Gary Rossington - guitares - Johnny Van Zant - chant - Billy Powell - piano - Rickey Medlocke - guitares - Ed King - guitares - Ean Evans - basse - Artimus Pyle - batterie, percussion - Bob Burns - batterie, percussions - Leslie Hawkins - chœurs - Jojo Billingsley - chœurs - Dale Krantz-Rossington - chœurs - Carol Chase - chœurs | |
| Lynyrd Skynyrd (mai 2006-janvier 2009)               | - Gary Rossington - guitares - Johnny Van Zant - chant - Billy Powell - claviers - Rickey Medlocke - guitares, chœurs - Mark Matejka - guitares, chœurs - Ean Evans - basse, chœurs - Michael Cartellone - batterie - Dale Krantz-Rossington - chœurs - Carol Chase - chœurs | - † Hughie Thomasson, 9 septembre 2007 à 55 ans - † Billy Powell, 28 janvier 2009 à 56 ans - † Ean Evans, 6 mai 2009 à 48 ans                                                                |
| Lynyrd Skynyrd (janvier 2009-2011)                   | - Gary Rossington - guitares - Johnny Van Zant - chant - Rickey Medlocke - guitares, chœurs - Mark Matejka - guitares, chœurs - Robert Kearns - basse - Michael Cartellone - batterie - Peter Keys - claviers - Dale Krantz-Rossington - chœurs - Carol Chase - chœurs | - God and Guns (2009) - † Leonard Skinner, 20 septembre 2010 à 77 ans - † JoJo Billingsley, 24 juin 2010 à 58 ans                                                                            |
| Lynyrd Skynyrd (depuis janvier 2012)                 | - Gary Rossington - guitares - Johnny Van Zant - chant - Rickey Medlocke - guitares, chœurs - Mark Matejka - guitares, chœurs - Johnny Colt - basse jusqu'en 2017 - Keith Christopher - basse (depuis 2017) - Michael Cartellone - batterie - Peter Keys - claviers - Dale Krantz-Rossington - chœurs - Carol Chase - chœurs | - Last of a Dyin' Breed (2012) - † Bob Burns, 3 avril 2015 à 64 ans - † Ed King, 24 août 2018 à 68 ans - † Larry Junstrom, 5 octobre 2019 à 70 ans - † Gary Rossington, 5 mars 2023 à 71 ans |

## Discographie
- 1973 : (pronounced 'lĕh-'nérd 'skin-'nérd)
- 1974 : Second Helping
- 1975 : Nuthin' Fancy
- 1976 : Gimme Back My Bullets
- 1977 : Street Survivors
- 1991 : Lynyrd Skynyrd 1991
- 1993 : The Last Rebel
- 1994 : Endangered Species (album acoustique)
- 1997 : Twenty
- 1999 : Edge of Forever
- 2000 : Christmas Time Again (quelques nouvelles compositions mais surtout des reprises de musiques traditionnelles américaines de Noël)
- 2003 : Vicious Cycle
- 2009 : God and Guns
- 2012 : Last of a Dyin' Breed

## Galerie

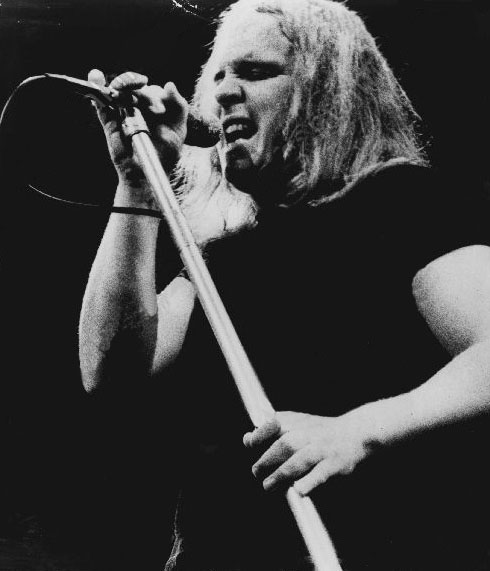
Ronnie Van Zant en 1975.
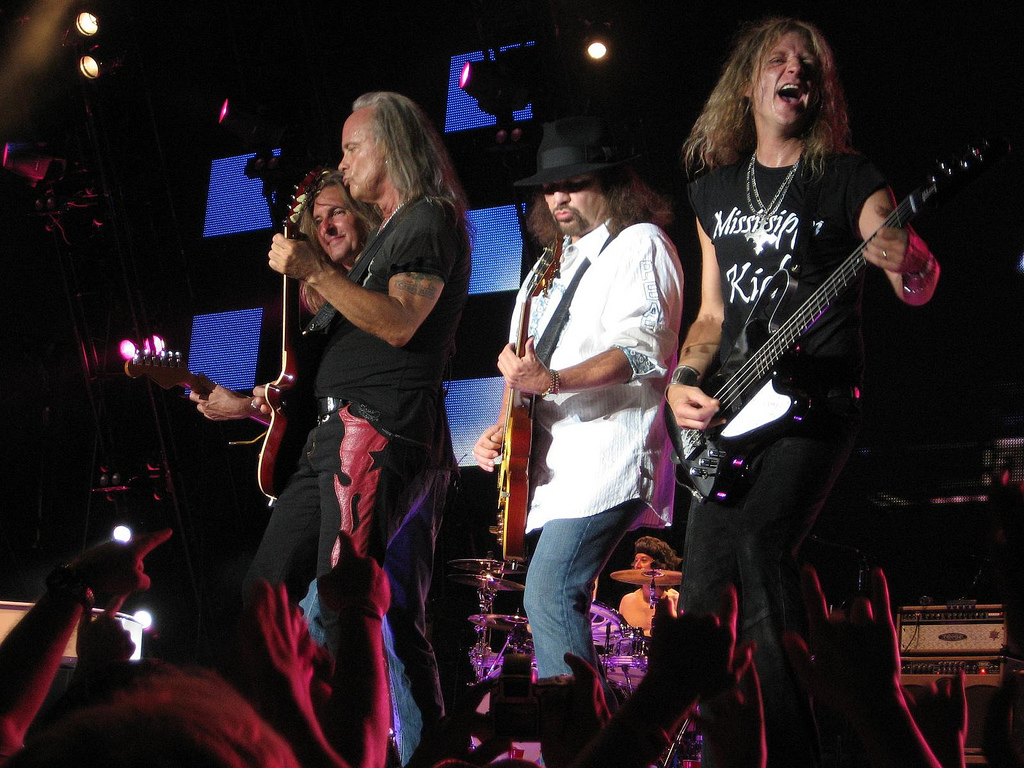
Mark, Rickey, Gary et Ean en 2008.
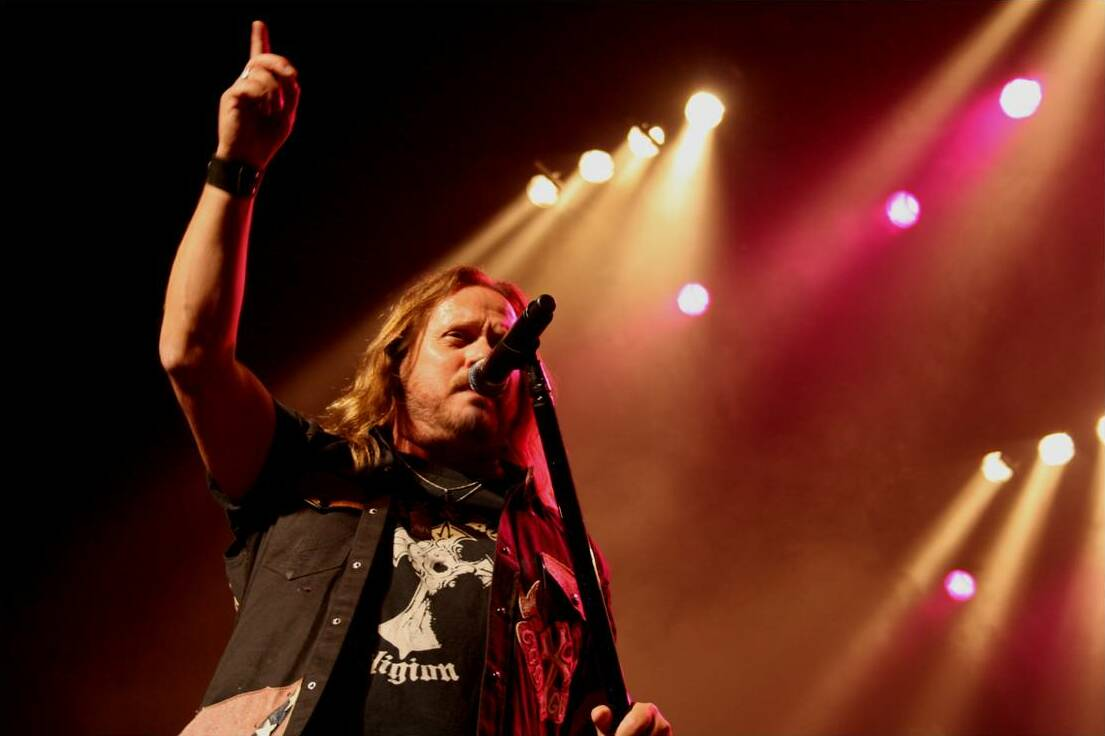
Johnny Van Zant en 2009.
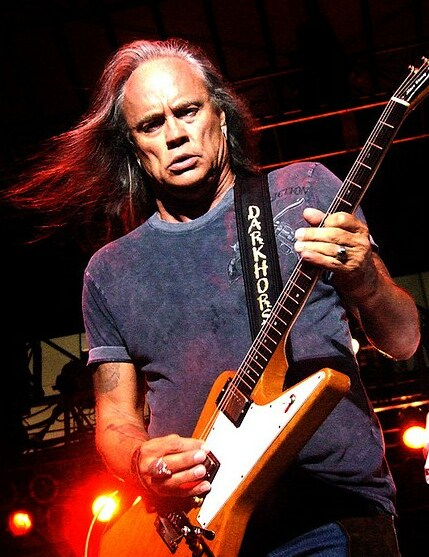
Rickey Medlocke en 2009.
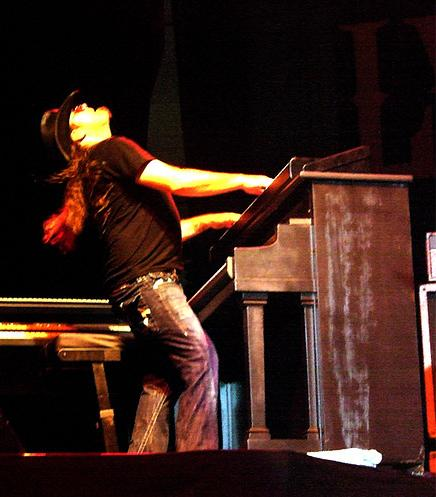
Peter Keys en 2009.
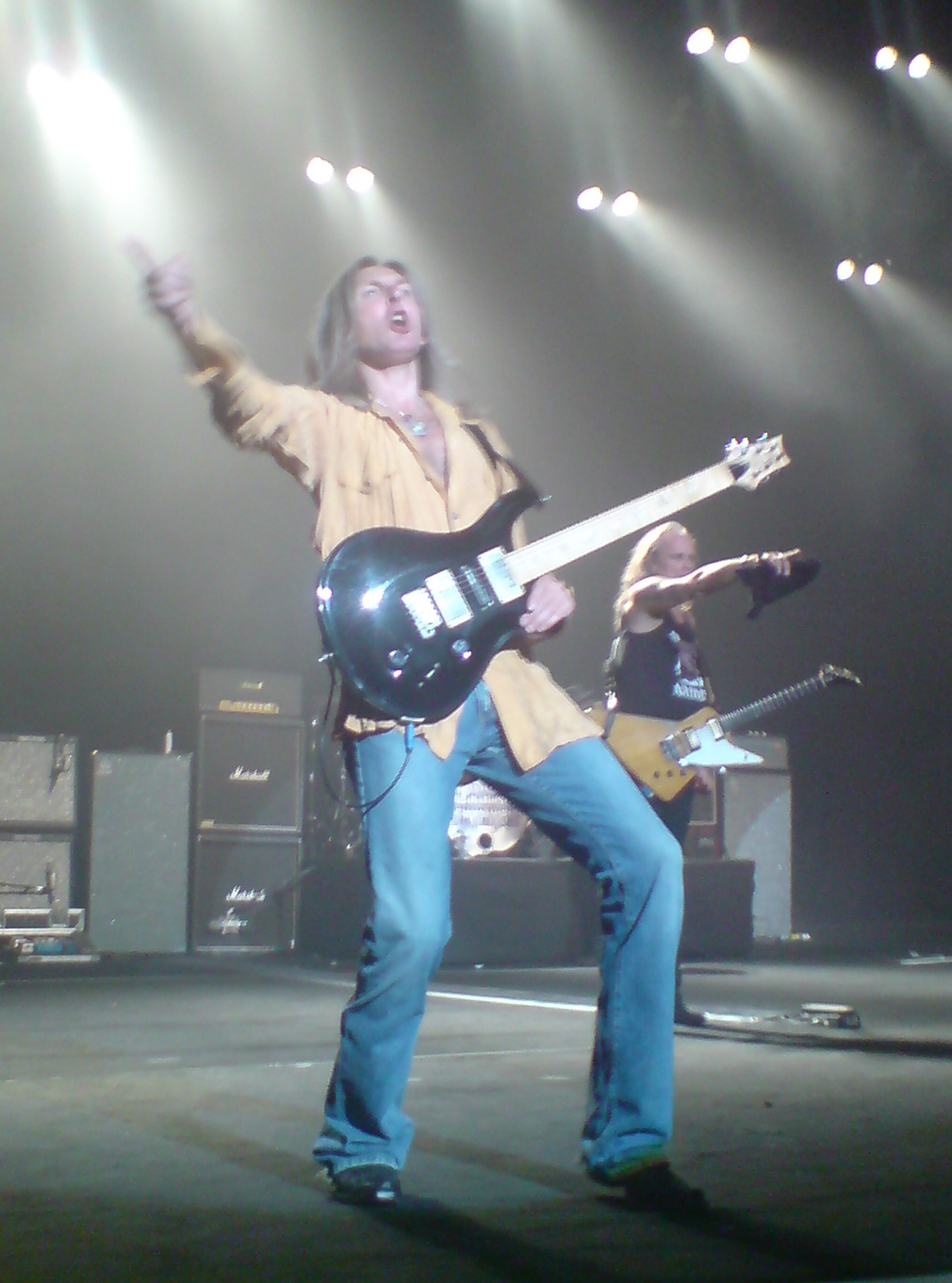
Mark Matejka en 2009.
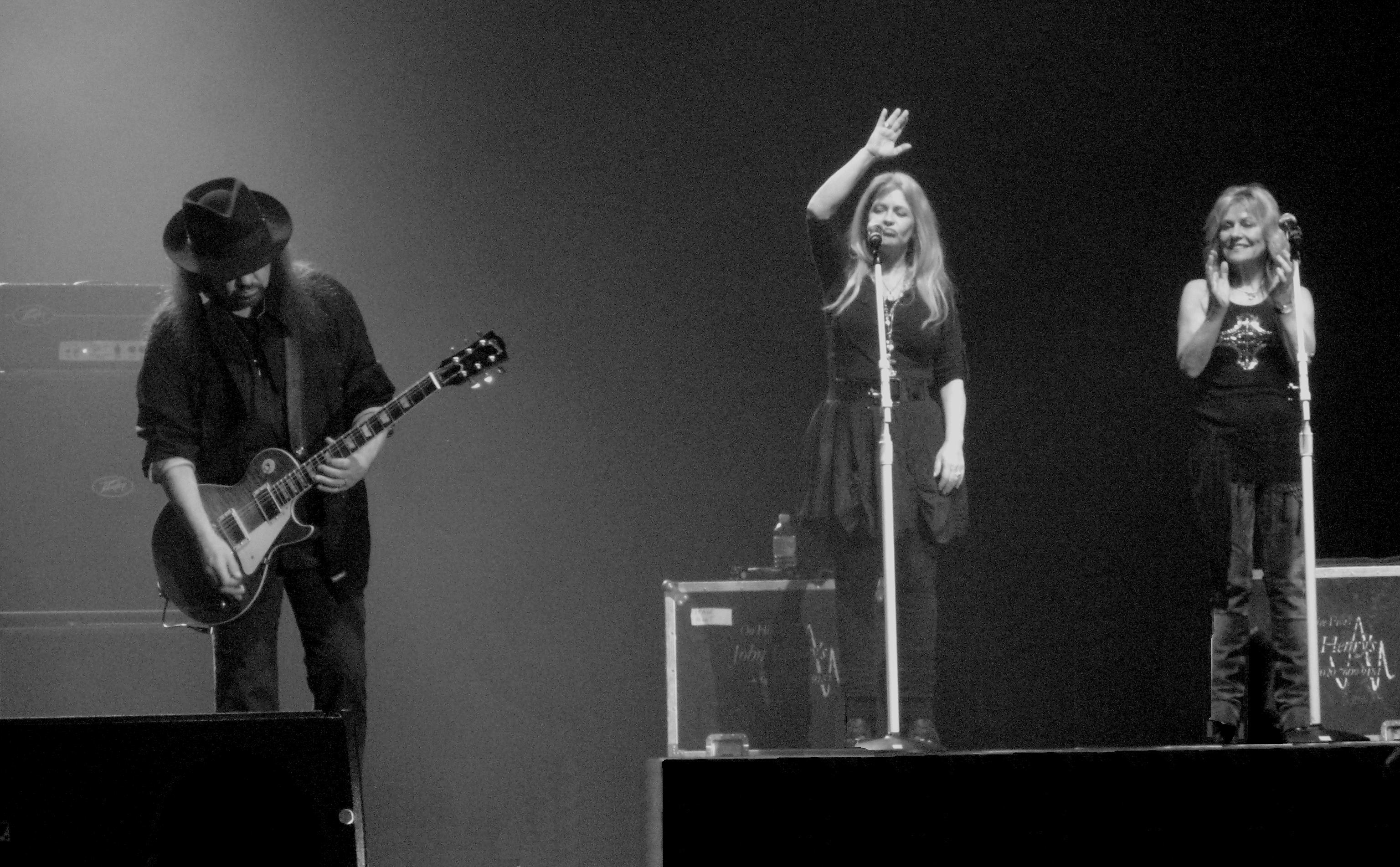
Gary, Carol Chase et Dale Krantz-Rossington en 2010.
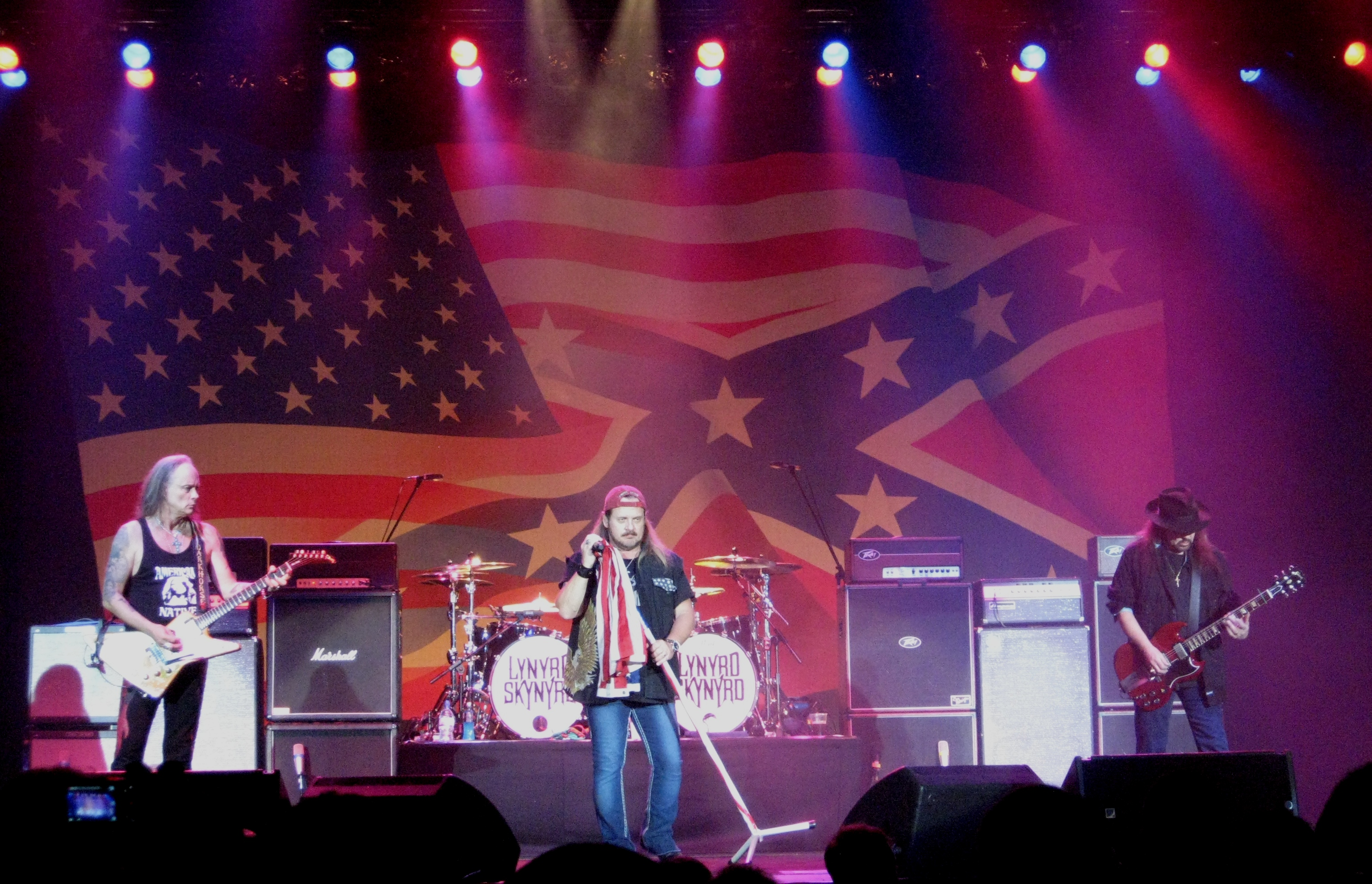
Rickey, Johnny et Gary en 2010.
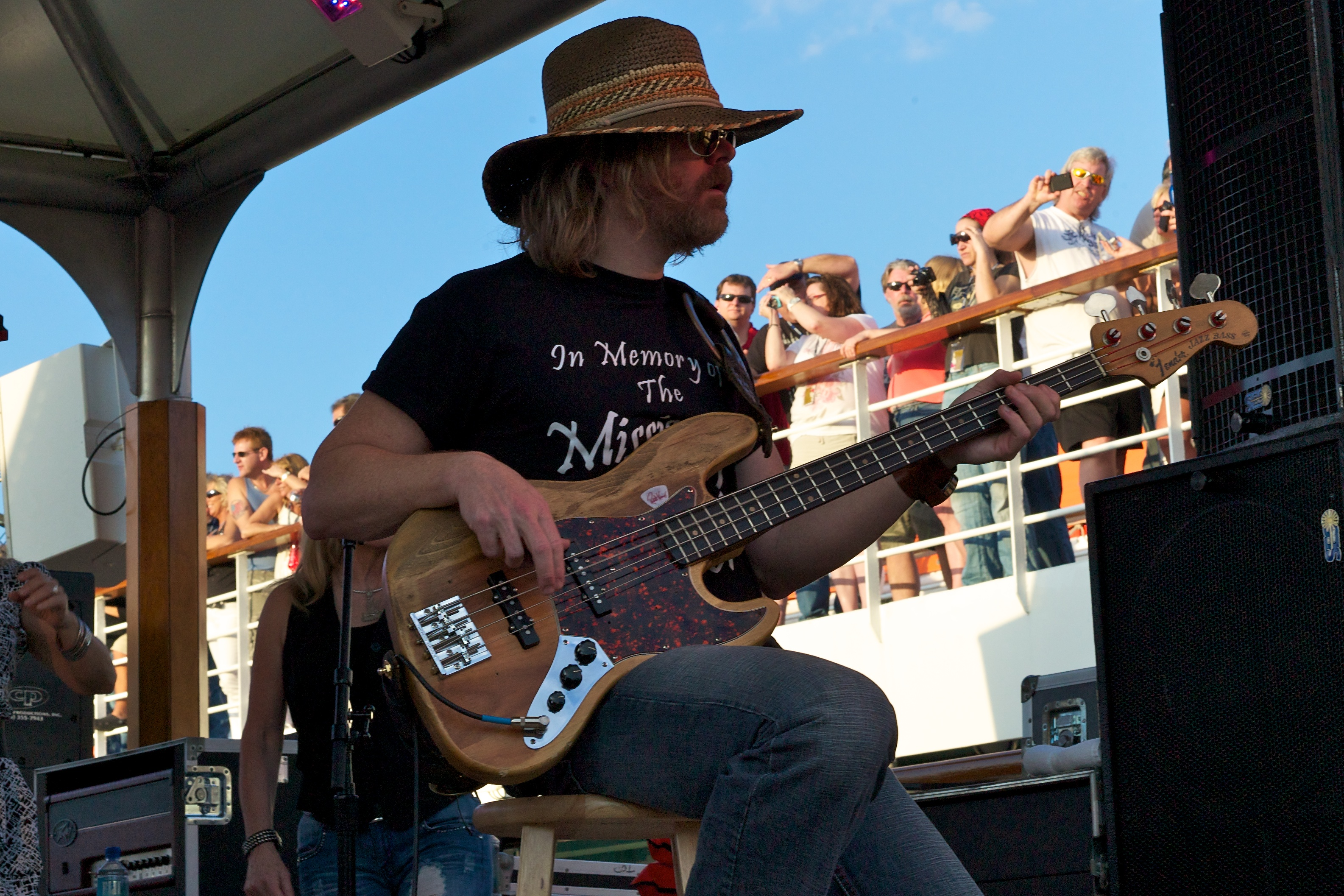
Robert Kearns en 2011.
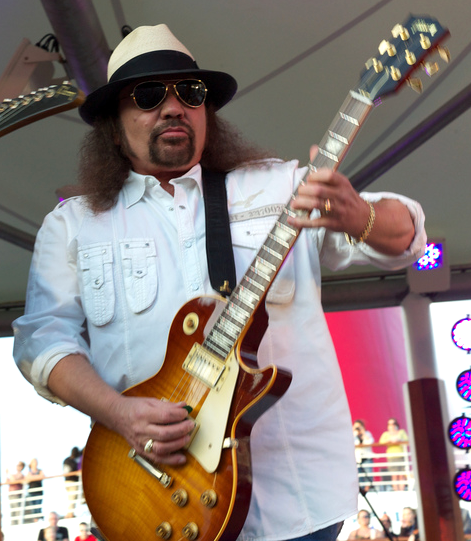
Gary Rossington en 2011.